# Monety próbne niklowe (seria monet)
Monety próbne niklowe – seria monet próbnych w niklu, emitowana przez Narodowy Bank Polski, bita przez Mennicę Państwową w Warszawie. Nie jest serią tematyczną. Główny jej celem było udokumentowanie polskiego dorobku menniczego. Seria w wariancie podstawowym liczy 389 pozycji, w nominałach od 1 grosza do 300 000 złotych.

## Rys historyczny
Na początku lat 60. XX wieku, z inicjatywy Komisji Numizmatycznej Polskiego Towarzystwa Archeologicznego, Narodowy Bank Polski podjął decyzję o biciu w wariancie próbnym, w niklu, w nakładzie 500 sztuk, każdej monety wprowadzanej do obiegu, powszechnego lub kolekcjonerskiego, wraz z projektami, które do produkcji ostatecznie nie zostały skierowane. Dwieście pięćdziesiąt sztuk przeznaczono dla numizmatyków wybranych przez Komisję Numizmatyczną, druga połowa była przez bank rozdzielana wśród muzeów, galerii i innych instytucji oraz pracowników.
Decyzja NBP o jednakowym, 500-sztukowym nakładzie każdej z monet serii nie była przez Mennicę Państwową jednak ściśle przestrzegana. W końcu drugiego dziesięciolecia XXI w. w czasie kwerendy przeprowadzonej w Gabinecie Numizmatycznym Mennicy Polskiej natrafiono na księgę inwentarzową, w której na przestrzeni lat zapisywano wszystkie dane dotyczące produkcji monet próbnych, w tym niklowych. Okazało się, że nakłady wielu pozycji przekraczały założone przez NBP 500 sztuk, w skrajnym przypadku osiągając 2000 egzemplarzy jednej monety niklowej.
Część serii, jaką stanowiły monety niklowe okresu PRL, wybijano w latach 1964–1991.

## Charakterystyka
Na wszystkich monetach niklowych serii w wariancie podstawowym, poza jedną, umieszczono wypukły napis „PRÓBA”. Wyjątek stanowiła niklowa wersja 50-groszówki z 1957 r., w przypadku której napis ten dobijano po zakończeniu produkcji, a więc jest wklęsły.
Wstecznie wybito wersje niklowe monet będących już w obiegu, np. tych z rokiem 1949. W przypadku monet powszechnego obiegu ich wersję niklową wybijano tylko dla jednego rocznika. Nie zawsze był to pierwszy rok emisji.
Nową próbę niklową wybijano również dla monety będącej już wcześniej  obiegu, np. 1 złoty wzór 1957, gdy zmianie ulegał jedynie rysunek orła lub, gdy z powodu inflacji, zmniejszano średnicę nominału.
Wersje próbne w niklu tworzono tylko dla monet produkowanych przez Mennicę Państwową. Z tego powodu monety bite zagranicą:
- srebrna moneta okolicznościowa Solidarność 1980–1990 o masie 31,1 g, średnicy 39 mm i nominale 100 000 złotych z roku 1990[9],
- złota moneta kolekcjonerska Solidarność 1980–1990, o masie 31,1 g, średnicy 39 mm i nominale 200 000 złotych z roku 1990[10],
- kolekcjonerskie monety tryptykowe z 1990 r., z Tadeuszem Kościuszką, Fryderykiem Chopinem i  Józefem Piłsudskim, o nominałach 100 000, 200 000, 500 000, 1 000 000, w srebrze lub złocie, wybite przez firmę zagraniczną i ostatecznie wprowadzone do obiegu przez NBP[11],
- monety kolekcjonerskie: 100, 200, 1000, 2000, 10 000 złotych, z Janem Pawłem II, z roku 1982, na bicie których zgodę otrzymała jedna z mennic szwajcarskich[12],

nie mają swoich odpowiedników w niklu.
Warunek bicia przez Mennicę Państwową  był przestrzegany również w przypadku monet powszechnego obiegu. Dla 2- i 5-złotówek wzoru 1975 bitych do 1978 r. w mennicy w Leningradzie, wersje niklowe powstały dopiero z datą 1979, tj. po przeniesieniu produkcji do Warszawy.
Według Narodowego Banku Polskiego seria została zakończona próbami niklowymi dziewięciu podenominacyjnych monet powszechnego obiegu:
- 1, 2, 5, 10, 20, 50 groszy i 1 złoty z datą 1990 oraz
- 2 i 5 złotych z wybitym rokiem 1994.

Na rynku kolekcjonerskim pojawiają się czasami odmiany prób niklowych spoza wariantu podstawowego serii, jednak nie ma ostatecznej pewności co do okoliczności ich powstania.
Trzy złote monety kolekcjonerskie o nominale 200 000 złotych z Janem Pawłem II na rewersie, każda o średnicy 70 mm, mimo ich bicia przez Mennicę Państwową w latach 1987–1989, nie mają swoich odpowiedników w niklu.
W końcu drugiego dziesięciolecia XXI w. znanych jest również 14 monet próbnych technologicznych bitych przez Mennicę Państwową, których nie włączono do serii niklowej, mimo przyjętego w latach 60. XX w. założenia o dokumentowaniu w ten sposób całego polskiego dorobku menniczego.
Z całej serii 389 monet tylko 59, w tym:
- 50-groszówki – 3,
- złotówki – 4,
- 5-złotówki – 4,
- 10-złotówki – 21,
- 20-złotówki – 15,
- 50-złotówki – 2,
- 100-złotówki – 6,
- 200-złotówki – 1,
- 500-złotówki – 2,
- 2000 złotych – 1,

nie mają swoich odpowiedników w monetach:
- obiegowych,
- okolicznościowych,
- kolekcjonerskich, ani też
- próbnych kolekcjonerskich.

Kolejnych 9, w tym:
- 10-złotówki – 2,
- 20-złotówka – 1,
- 100-złotówki – 6,

różni się od swoich pierwowzorów jedynie awersem – odmiennym rysunkiem lub innym rokiem umieszczonym na monecie.

## Lista monet próbnych niklowych

### Rzeczypospolitej Polskiej (1949) oraz Polskiej Rzeczypospolitej Ludowej (1957–1989)[22][23]

#### 1 grosz
| Lp | Nominał | Rok  | Nazwa   | Średnica | Masa  | Projektant   | Nr kat. Parch. | Rok produkcji | Nakład (wg NBP) | Nakład (wg mennicy) | Uwagi        | Zdjęcie |
| -- | ------- | ---- | ------- | -------- | ----- | ------------ | -------------- | ------------- | --------------- | ------------------- | ------------ | ------- |
| 1  | 1 grosz | 1949 | 1 grosz | 14,7 mm  | 1,4 g | Andrej Peter | P 201a         | 1964          | 500             | 702                 | jak obiegowa |         |

#### 2 grosze
| Lp | Nominał  | Rok  | Nazwa    | Średnica | Masa  | Projektant   | Nr kat. Parch. | Rok produkcji | Nakład (wg NBP) | Nakład (wg mennicy) | Uwagi        | Zdjęcie |
| -- | -------- | ---- | -------- | -------- | ----- | ------------ | -------------- | ------------- | --------------- | ------------------- | ------------ | ------- |
| 2  | 2 grosze | 1949 | 2 grosze | 16 mm    | 1,6 g | Andrej Peter | P 202a         | 1964          | 500             | 692                 | jak obiegowa |         |

#### 5 groszy
| Lp | Nominał  | Rok  | Nazwa    | Średnica | Masa  | Projektant   | Nr kat. Parch. | Rok produkcji | Nakład (wg NBP) | Nakład (wg mennicy) | Uwagi        | Zdjęcie     |
| -- | -------- | ---- | -------- | -------- | ----- | ------------ | -------------- | ------------- | --------------- | ------------------- | ------------ | ----------- |
| 3  | 5 groszy | 1949 | 5 groszy | 20 mm    | 2,8 g | Andrej Peter | P 203a         | 1964          | 500             | 729                 | jak obiegowa |             |
| 4  | 5 groszy | 1963 | 5 groszy | 16 mm    | 2,0 g | Andrej Peter | P 204b         | 1964          | 500             | 679                 | jak obiegowa | awersrewers |

#### 10 groszy
| Lp | Nominał   | Rok  | Nazwa     | Średnica | Masa  | Projektant   | Nr kat. Parch. | Rok produkcji | Nakład (wg NBP) | Nakład (wg mennicy) | Uwagi        | Zdjęcie     |
| -- | --------- | ---- | --------- | -------- | ----- | ------------ | -------------- | ------------- | --------------- | ------------------- | ------------ | ----------- |
| 5  | 10 groszy | 1949 | 10 groszy | 17,6 mm  | 2,3 g | Andrej Peter | P 205a         | 1971          | 500             | 540                 | jak obiegowa |             |
| 6  | 10 groszy | 1962 | 10 groszy | 17,6 mm  | 2,5 g | Andrej Peter | P 206a         | 1964          | 500             | 703                 | jak obiegowa | awersrewers |

#### 20 groszy
| Lp | Nominał   | Rok  | Nazwa     | Średnica | Masa  | Projektant                                           | Nr kat. Parch. | Rok produkcji | Nakład (wg NBP) | Nakład (wg mennicy) | Uwagi        | Zdjęcie     |
| -- | --------- | ---- | --------- | -------- | ----- | ---------------------------------------------------- | -------------- | ------------- | --------------- | ------------------- | ------------ | ----------- |
| 7  | 20 groszy | 1949 | 20 groszy | 20 mm    | 2,9 g | awers – Andrej Peter rewers – Josef Koreň, Anton Hám | P 207a         | 1971          | 500             | 540                 | jak obiegowa |             |
| 8  | 20 groszy | 1963 | 20 groszy | 20 mm    | 3,1 g | awers – Andrej Peter rewers – Josef Koreň, Anton Hám | P 208b         | 1964          | 500             | 689                 | jak obiegowa | awersrewers |

#### 50 groszy
| Lp | Nominał   | Rok  | Nazwa        | Średnica | Masa  | Projektant                                                          | Nr kat. Parch. | Rok produkcji | Nakład (wg NBP) | Nakład (wg mennicy) | Uwagi                               | Zdjęcie     |
| -- | --------- | ---- | ------------ | -------- | ----- | ------------------------------------------------------------------- | -------------- | ------------- | --------------- | ------------------- | ----------------------------------- | ----------- |
| 9  | 50 groszy | 1949 | 50 groszy    | 23 mm    | 5,1 g | awers – Andrej Peter rewers – Josef Koreň, Anton Hám                | P 209a         | 1971          | 500             | 540                 | jak obiegowa                        |             |
| 10 | 50 groszy | 1957 | 50 groszy    | 23 mm    | 5,7 g | awers – Andrej Peter rewers – Josef Koreň, Anton Hám                | P 210a         | 1964          | 500             | 681                 | jak obiegowa, wklęsły napis „PRÓBA” | awersrewers |
| 11 | 50 groszy | 1958 | wieniec      | 23 mm    | 5,5 g | awers – Wojciech Jastrzębowski rewers – Wacław Kowalik              | P 211a         | 1964          | 500             | 681                 |                                     | awersrewers |
| 12 | 50 groszy | 1958 | młoty i kłos | 23 mm    | 5,6 g | awers – Wojciech Jastrzębowski rewers – Wacław Kowalik              | P 212a         | 1964          | 500             | 651                 |                                     | awersrewers |
| 13 | 50 groszy | 1958 | wstęga       | 23 mm    | 5,7 g | awers – Wojciech Jastrzębowski rewers – Józef Gosławski             | P 213a         | 1964          | 500             | 545                 |                                     | awersrewers |
| 14 | 50 groszy | 1986 | 50 groszy    | 23 mm    | 6,4 g | awers – Stanisława Wątróbska-Frindt rewers – Josef Koreň, Anton Hám | P 214          | 1986          | 500             | 500                 | jak obiegowa                        | awersrewers |

#### 1 złoty
| Lp | Nominał | Rok  | Nazwa                           | Średnica | Masa  | Projektant                                                          | Nr kat. Parch. | Rok produkcji | Nakład (wg NBP) | Nakład (wg mennicy) | Uwagi        | Zdjęcie     |
| -- | ------- | ---- | ------------------------------- | -------- | ----- | ------------------------------------------------------------------- | -------------- | ------------- | --------------- | ------------------- | ------------ | ----------- |
| 15 | 1 złoty | 1949 | 1 zł                            | 25 mm    | 5,9 g | awers – Andrej Peter rewers – Josef Koreň, Anton Hám                | P 215a         | 1971          | 500             | 540                 | jak obiegowa |             |
| 16 | 1 złoty | 1957 | 1 zł                            | 25 mm    | 6,6 g | awers – Andrej Peter rewers – Josef Koreň, Anton Hám                | P 216a         | 1964          | 500             | 1105                | jak obiegowa | awersrewers |
| 17 | 1 złoty | 1958 | kłosy                           | 25 mm    | 6,8 g | awers – Wojciech Jastrzębowski rewers – Wacław Kowalik              | P 217a         | 1964          | 500             | 895                 |              | awersrewers |
| 18 | 1 złoty | 1958 | nominał (1 złoty, złoty, złoty) | 25 mm    | 6,7 g | awers – Wojciech Jastrzębowski rewers – Wacław Kowalik              | P 218a         | 1964          | 500             | 549                 |              | awersrewers |
| 19 | 1 złoty | 1958 | liście dębu                     | 25 mm    | 6,4 g | awers – Wojciech Jastrzębowski rewers – Józef Gosławski             | P 219a         | 1964          | 500             | –                   |              | awersrewers |
| 20 | 1 złoty | 1958 | gołębie                         | 25 mm    | 6,7 g | awers – Wojciech Jastrzębowski rewers – Wacław Kowalik              | P 220a         | 1964          | 500             | 504                 |              | awersrewers |
| 21 | 1 złoty | 1986 | 1 zł                            | 25 mm    | 7,9 g | awers – Stanisława Wątróbska-Frindt rewers – Josef Koreň, Anton Hám | P 221a         | 1986          | 500             | 500                 | jak obiegowa | awersrewers |
| 22 | 1 złoty | 1989 | 1 zł                            | 16 mm    | 1,9 g | awers – Stanisława Wątróbska-Frindt rewers – Josef Koreň, Anton Hám | P 222a         | 1989          | 500             | 500                 | jak obiegowa | awersrewers |

#### 2 złote
| Lp | Nominał | Rok  | Nazwa   | Średnica | Masa   | Projektant                                                  | Nr kat. Parch. | Rok produkcji | Nakład (wg NBP) | Nakład (wg mennicy) | Uwagi        | Zdjęcie     |
| -- | ------- | ---- | ------- | -------- | ------ | ----------------------------------------------------------- | -------------- | ------------- | --------------- | ------------------- | ------------ | ----------- |
| 23 | 2 złote | 1959 | 2 złote | 27 mm    | 10,1 g | Wojciech Jastrzębowski                                      | P 223b         | 1964          | 500             | 544                 | jak obiegowa | awersrewers |
| 24 | 2 złote | 1979 | 2 zł    | 21 mm    | 5,1 g  | Wacław Kowalik                                              | P 224a         | 1979          | 500             | 540                 | jak obiegowa | awersrewers |
| 25 | 2 złote | 1986 | 2 zł    | 21 mm    | 4,5 g  | awers – Stanisława Wątróbska-Frindt rewers – Wacław Kowalik | P 225a         | 1986          | 500             | 500                 | jak obiegowa | awersrewers |
| 26 | 2 złote | 1989 | 2 zł    | 18 mm    | 2,3 g  | awers – Stanisława Wątróbska-Frindt rewers – Wacław Kowalik | P 226a         | 1989          | 500             | 500                 | jak obiegowa | awersrewers |

#### 5 złotych
| Lp | Nominał   | Rok  | Nazwa                        | Średnica | Masa   | Projektant                                                            | Nr kat. Parch. | Rok produkcji | Nakład (wg NBP) | Nakład (wg mennicy) | Uwagi        | Zdjęcie     |
| -- | --------- | ---- | ---------------------------- | -------- | ------ | --------------------------------------------------------------------- | -------------- | ------------- | --------------- | ------------------- | ------------ | ----------- |
| 27 | 5 złotych | 1958 | statek Waryński              | 29 mm    | 11,4 g | Józef Gosławski                                                       | P 227a         | 1964          | 500             | 601                 |              | awersrewers |
| 28 | 5 złotych | 1959 | kielnia i młot               | 29 mm    | 11,5 g | awers – Wojciech Jastrzębowski rewers – Jerzy Jarnuszkiewicz          | P 228b         | 1964          | 500             | 618                 |              | awersrewers |
| 29 | 5 złotych | 1959 | symbole gospodarki narodowej | 29 mm    | 11,6 g | Wojciech Jastrzębowski1,                                              | P 229b         | 1964          | 500             | 597                 |              | awersrewers |
| 30 | 5 złotych | 1959 | rybak                        | 29 mm    | 11,5 g | awers – Wojciech Jastrzębowski rewers – Józef Gosławski               | P 230a         | 1964          | 500             | 726                 | jak obiegowa | awersrewers |
| 31 | 5 złotych | 1960 | statek Waryński              | 29 mm    | 11,4 g | Józef Gosławski                                                       | P 231a         | 1964          | 500             | 607                 |              | awersrewers |
| 32 | 5 złotych | 1979 | 5 zł                         | 24 mm    | 6,2 g  | Józef Markiewicz-Nieszcz                                              | P 232          | 1979          | 500             | 540                 | jak obiegowa | awersrewers |
| 33 | 5 złotych | 1986 | 5 zł                         | 24 mm    | 6,1 g  | awers – Stanisława Wątróbska-Frindt rewers – Józef Markiewicz-Nieszcz | P 233          | 1986          | 500             | 500                 | jak obiegowa | awersrewers |
| 34 | 5 złotych | 1989 | 5 zł                         | 20 mm    | 3,1 g  | awers – Stanisława Wątróbska-Frindt rewers – Józef Markiewicz-Nieszcz | P 234          | 1989          | 500             | 500                 | jak obiegowa | awersrewers |

1 – we wcześniejszych pracach autorstwo rewersu tej monety przypisywano Józefowi Gosławskiemu

#### 10 złotych
| Lp | Nominał    | Rok  | Nazwa | Średnica | Masa   | Projektant                                                     | Nr kat. Parch. | Rok produkcji | Nakład (wg NBP) | Nakład (wg mennicy) | Uwagi                                                   | Zdjęcie     |
| -- | ---------- | ---- | --- | -------- | ------ | -------------------------------------------------------------- | -------------- | ------------- | --------------- | ------------------- | ------------------------------------------------------- | ----------- |
| 35 | 10 złotych | 1960 | klucz ślusarski i koło zębate                                                                              | 31 mm    | 13,2 g | awers – Kazimierz Zieliński rewers – Anna Jarnuszkiewicz       | P 235b         | 1965          | 500             | –                   |                                                         | awersrewers |
| 36 | 10 złotych | 1959 | Mikołaj Kopernik                                                                                           | 31 mm    | 13,1 g | Józef Gosławski                                                | P 238a         | 1964          | 500             | 2000                | jak obiegowa                                            | awersrewers |
| 37 | 10 złotych | 1960 | Tadeusz Kościuszko                                                                                         | 31 mm    | 13,5 g | Kazimierz Zieliński                                            | P 236b         | 1964          | 500             | 2000                | jak obiegowa                                            | awersrewers |
| 38 | 10 złotych | 1960 | Tadeusz Kościuszko (mała głowa)                                                                            | 31 mm    | 13,2 g | Kazimierz Zieliński, Edmund John                               | P 237g         | 1964          | 500             | 2000                |                                                         | awersrewers |
| 39 | 10 złotych | 1964 | Sześćsetlecie Uniwersytetu Jagiellońskiego 1364–1964 (Kazimierz Wielki, napis wypukły)                     | 31 mm    | 13,2 g | Wacław Kowalik                                                 | P 239a         | 1964          | 500             | –                   | jak okolicznościowa                                     | awersrewers |
| 40 | 10 złotych | 1964 | Sześćsetlecie Uniwersytetu Jagiellońskiego 1364–1964 (Kazimierz Wielki, napis wklęsły)                     | 31 mm    | 12,7 g | Wacław Kowalik                                                 | P 240a         | 1964          | 500             | –                   | jak okolicznościowa                                     | awersrewers |
| 41 | 10 złotych | 1964 | Sześćsetlecie Uniwersytetu Jagiellońskiego 1364–1964 (Kazimierz Wielki na tronie)                          | 31 mm    | 12,9 g | Józef Gosławski                                                | P 241c         | 1964          | 500             | –                   | jak próbna kolekcjonerska                               | awersrewers |
| 42 | 10 złotych | 1964 | Sześćsetlecie Uniwersytetu Jagiellońskiego 1364–1964 (Kazimierz Wielki na tronie, orzeł w koronie)         | 31 mm    | 13,2 g | Józef Gosławski                                                | P 242a         | 1964          | 500             | –                   |                                                         | awersrewers |
| 43 | 10 złotych | 1964 | 1944–1964, Nowa Huta • Kędzierzyn • Turoszów • Konin • Płock • Warszawa (klucz ślusarski, sierp i kielnia) | 31 mm    | 13,9 g | Jerzy Jarnuszkiewicz                                           | P 243a P 243c  | 1966          | 500             | 540                 | istnieje również odmiana ze znakiem mennicy (P 243c ar) | awersrewers |
| 44 | 10 złotych | 1964 | XX lat PRL (kobieta ze zbożem)                                                                             | 31 mm    | 13,9 g | Wacław Kowalik                                                 | P 244a         | 1966          | 500             | 540                 |                                                         | awersrewers |
| 45 | 10 złotych | 1964 | 1944–1964 (drzewo)                                                                                         | 31 mm    | 13,1 g | Jerzy Jarnuszkiewicz                                           | P 247a         | 1966          | 500             | 540                 |                                                         | awersrewers |
| 46 | 10 złotych | 1964 | 1944–1964 dwadzieścia lat Polski Ludowej (Nowa Huta, Płock, Turoszów)                                      | 31 mm    | 13,6 g | Jerzy Jarnuszkiewicz, Janina Barcicka                          | P 250a         | 1966          | 500             | 540                 |                                                         | awersrewers |
| 47 | 10 złotych | 1965 | VII wieków Warszawy XIII–XX (Nike)                                                                         | 31 mm    | 13,2 g | Wacław Kowalik                                                 | P 251a         | 1966          | 500             | 540                 | jak okolicznościowa                                     | awersrewers |
| 48 | 10 złotych | 1965 | VII wieków Warszawy XIII–XX (Nike z herbem)                                                                | 31 mm    | 13,2 g | Wacław Kowalik                                                 | P 252a         | 1966          | 500             | 540                 |                                                         | awersrewers |
| 49 | 10 złotych | 1965 | VII wieków Warszawy (Syrena)                                                                               | 31 mm    | 12,9 g | Wanda Gosławska                                                | P 253b         | 1966          | 500             | 540                 | jak próbna kolekcjonerska                               | awersrewers |
| 50 | 10 złotych | 1965 | Siedemset lat Warszawy (Syrena na fali)                                                                    | 31 mm    | 13,2 g | Jerzy Jarnuszkiewicz                                           | P 254b         | 1966          | 500             | 540                 | jak próbna kolekcjonerska                               | awersrewers |
| 51 | 10 złotych | 1965 | VII wieków Warszawy (Kolumna Zygmunta, duża)                                                               | 31 mm    | 12,8 g | Jerzy Jarnuszkiewicz                                           | P 255a         | 1966          | 500             | 540                 | jak okolicznościowa                                     | awersrewers |
| 52 | 10 złotych | 1966 | VII wieków Warszawy (Kolumna Zygmunta, mała)                                                               | 28 mm    | 9,6 g  | Jerzy Jarnuszkiewicz                                           | P 256a         | 1966          | 500             | 540                 | jak okolicznościowa                                     | awersrewers |
| 53 | 10 złotych | 1966 | Tadeusz Kościuszko                                                                                         | 28 mm    | 9,8 g  | Kazimierz Zieliński                                            | P 257a         | 1967          | 500             | 540                 | rewers jak obiegowa, na awersie inny rok                | awersrewers |
| 54 | 10 złotych | 1967 | gen. Karol Świerczewski Walter 1897–1947 (profil, w czapce)                                                | 28 mm    | 9,8 g  | Wacław Kowalik                                                 | P 258a         | 1967          | 500             | 540                 | jak okolicznościowa                                     | awersrewers |
| 55 | 10 złotych | 1967 | Karol Świerczewski 20. rocznica śmierci 1947–1967 (półprofil, bez czapki)                                  | 28 mm    | 9,8 g  | Zygmunt Kotlicki                                               | P 259a         | 1967          | 500             | 540                 |                                                         | awersrewers |
| 56 | 10 złotych | 1967 | Mikołaj Kopernik                                                                                           | 28 mm    | 9,7 g  | Józef Gosławski                                                | P 261a         | 1967          | 500             | 540                 | jak obiegowa                                            | awersrewers |
| 57 | 10 złotych | 1967 | Maria Skłodowska-Curie (en face)                                                                           | 28 mm    | 9,8 g  | Józef Markiewicz-Nieszcz                                       | P 262a         | 1967          | 500             | 540                 | jak okolicznościowa                                     | awersrewers |
| 58 | 10 złotych | 1967 | Maria Skłodowska-Curie (profil)                                                                            | 28 mm    | 9,7 g  | Jerzy Jarnuszkiewicz                                           | P 264a         | 1967          | 500             | 540                 |                                                         | awersrewers |
| 59 | 10 złotych | 1967 | Pięćdziesiąta rocznica rewolucji październikowej                                                           | 28 mm    | 9,7 g  | Jerzy Jarnuszkiewicz                                           | P 265a         | 1967          | 500             | 540                 |                                                         | awersrewers |
| 60 | 10 złotych | 1968 | XXV lat Ludowego Wojska Polskiego                                                                          | 28 mm    | 9,9 g  | Józef Markiewicz-Nieszcz                                       | P 267a         | 1968          | 500             | 540                 | jak okolicznościowa                                     | awersrewers |
| 61 | 10 złotych | 1969 | Dwudziesta piąta rocznica PRL (napis PRÓBA ukośnie)                                                        | 28 mm    | 9,9 g  | Jerzy Jarnuszkiewicz                                           | P 268a         | 1969          | 500             | 540                 | jak okolicznościowa                                     | awersrewers |
| 62 | 10 złotych | 1969 | Dwudziesta piąta rocznica PRL (napis PRÓBA pionowo)                                                        | 28 mm    | 10,0 g | Jerzy Jarnuszkiewicz                                           | P 269a         | 1969          | 500             | 540                 |                                                         | awersrewers |
| 63 | 10 złotych | 1969 | 25-lecie PRL                                                                                               | 28 mm    | 10,1 g | Stanisław Sikora                                               | P 270a         | 1969          | 500             | 540                 |                                                         | awersrewers |
| 64 | 10 złotych | 1969 | XXV lat PRL                                                                                                | 28 mm    | 10,1 g | Józef Markiewicz-Nieszcz                                       | P 271a         | 1969          | 500             | 540                 |                                                         | awersrewers |
| 65 | 10 złotych | 1970 | Byliśmy-Jesteśmy-Będziemy 1945–1970                                                                        | 28 mm    | 9,6 g  | Jerzy Jarnuszkiewicz                                           | P 272a         | 1970          | 500             | 540                 | jak okolicznościowa                                     | awersrewers |
| 66 | 10 złotych | 1970 | Dwudziestopięciolecie powrotu do macierzy                                                                  | 28 mm    | 10,0 g | Stanisław Sikora                                               | P 273a         | 1970          | 500             | 540                 |                                                         | awersrewers |
| 67 | 10 złotych | 1971 | FAO (ryba)                                                                                                 | 28 mm    | 9,8 g  | Jerzy Jarnuszkiewicz                                           | P 274a         | 1971          | 500             | 540                 | jak okolicznościowa                                     | awersrewers |
| 68 | 10 złotych | 1971 | FAO (chleb dla świata)                                                                                     | 28 mm    | 9,8 g  | Wacław Kowalik                                                 | P 275b         | 1971          | 500             | 540                 | jak próbna kolekcjonerska                               | awersrewers |
| 69 | 10 złotych | 1971 | FAO (FIAT PANIS)                                                                                           | 28 mm    | 9,7 g  | Józef Markiewicz-Nieszcz                                       | P 276b         | 1971          | 500             | 540                 | jak próbna kolekcjonerska                               | awersrewers |
| 70 | 10 złotych | 1971 | 50. rocznica III powstania śląskiego (Pomnik Powstańców Śląskich)                                          | 28 mm    | 9.9 g  | Wacław Kowalik                                                 | P 277a         | 1971          | 500             | 540                 | jak okolicznościowa                                     | awersrewers |
| 71 | 10 złotych | 1971 | Pięćdziesiąta rocznica III powstania śląskiego (Śląski Krzyż Powstańczy)                                   | 28 mm    | 9,8 g  | Jerzy Jarnuszkiewicz                                           | P 278a         | 1971          | 500             | 540                 |                                                         | awersrewers |
| 72 | 10 złotych | 1972 | 50 lat portu w Gdyni (wybrzeże)                                                                            | 28 mm    | 9,5 g  | Wacław Kowalik                                                 | P 279a         | 1973          | 500             | 540                 | jak okolicznościowa                                     | awersrewers |
| 73 | 10 złotych | 1972 | 50 lat portu w Gdyni (linia brzegowa)                                                                      | 28 mm    | 9,4 g  | Wacław Kowalik                                                 | P 280a         | 1973          | 500             | 540                 |                                                         | awersrewers |
| 74 | 10 złotych | 1973 | Dwieście lat Komisji Edukacji Narodowej                                                                    | 28 mm    | 9,4 g  | Jerzy Jarnuszkiewicz                                           | P 281a         | 1973          | 500             | 540                 |                                                         | awersrewers |
| 75 | 10 złotych | 1973 | 200 lat Komisji Edukacji Narodowej                                                                         | 28 mm    | 9,3 g  | Józef Markiewicz-Nieszcz                                       | P 282a         | 1973          | 500             | 540                 |                                                         | awersrewers |
| 76 | 10 złotych | 1973 | Mikołaj Kopernik                                                                                           | 25 mm    | 7,5 g  | Józef Gosławski                                                | P 283a         | 1974          | 500             | 540                 |                                                         | awersrewers |
| 77 | 10 złotych | 1974 | Adam Mickiewicz                                                                                            | 25 mm    | 7,8 g  | Anna Jarnuszkiewicz                                            | P 284a         | 1975          | 500             | 540                 | rewers jak obiegowa, na awersie inny rok                | awersrewers |
| 78 | 10 złotych | 1974 | Henryk Sienkiewicz                                                                                         | 25 mm    | 7,7 g  | Stanisława Wątróbska                                           | P 285a         | 1975          | 500             | 540                 |                                                         | awersrewers |
| 79 | 10 złotych | 1975 | Bolesław Prus                                                                                              | 25 mm    | 7,8 g  | Jerzy Jarnuszkiewicz2,                                         | P 286a         | 1975          | 500             | 540                 | jak obiegowa                                            | awersrewers |
| 80 | 10 złotych | 1984 | 10 złotych                                                                                                 | 25 mm    | 7,7 g  | awers – Stanisława Wątróbska-Frindt rewers – Ewa Tyc-Karpińska | P 287a         | 1986          | 500             | 500                 | jak obiegowa                                            | awersrewers |
| 81 | 10 złotych | 1989 | 10 złotych                                                                                                 | 22 mm    | 4,4 g  | awers – Stanisława Wątróbska-Frindt rewers – Ewa Tyc-Karpińska | P 288a         | 1989          | 500             | 500                 | jak obiegowa                                            | awersrewers |

2 – we wcześniejszych pracach jako autorka projektu podawana była Anna Jarnuszkiewicz

#### 20 złotych
| Lp  | Nominał    | Rok  | Nazwa | Średnica | Masa   | Projektant                                                       | Nr kat. Parch. | Rok produkcji | Nakład (wg NBP) | Nakład (wg mennicy) | Uwagi                                                                            | Zdjęcie     |
| --- | ---------- | ---- | --- | -------- | ------ | ---------------------------------------------------------------- | -------------- | ------------- | --------------- | ------------------- | -------------------------------------------------------------------------------- | ----------- |
| 82  | 20 złotych | 1964 | 1944–1964, Nowa Huta • Kędzierzyn • Turoszów • Konin • Płock • Warszawa (klucz ślusarski, sierp i kielnia) | 33 mm    | 15,3 g | Jerzy Jarnuszkiewicz                                             | P 289a         | 1966          | 500             | 540                 |                                                                                  | awersrewers |
| 83  | 20 złotych | 1964 | XX lat PRL (kobieta ze zbożem)                                                                             | 33 mm    | 14,3 g | Wacław Kowalik                                                   | P 290a         | 1966          | 500             | 540                 |                                                                                  | awersrewers |
| 84  | 20 złotych | 1964 | 1944–1964 (drzewo)                                                                                         | 33 mm    | 14,1 g | Jerzy Jarnuszkiewicz                                             | P 292a         | 1966          | 500             | 540                 |                                                                                  | awersrewers |
| 85  | 20 złotych | 1964 | 1944–1964 dwadzieścia lat Polski Ludowej (Nowa Huta, Płock, Turoszów)                                      | 33 mm    | 14,8 g | Jerzy Jarnuszkiewicz Janina Barcicka                             | P 294a         | 1966          | 500             | 540                 |                                                                                  | awersrewers |
| 86  | 20 złotych | 1973 | drzewo | 29 mm    | 10,2 g | Jerzy Jarnuszkiewicz                                             | P 295b         | 1973          | 500             | 540                 | jak próbna kolekcjonerska                                                        | awersrewers |
| 87  | 20 złotych | 1973 | domy i łany                                                                                                | 29 mm    | 10 g   | Anna Jarnuszkiewicz                                              | P 297b         | 1973          | 500             | 540                 | jak obiegowa                                                                     | awersrewers |
| 88  | 20 złotych | 1974 | XXX lat PRL (mapa Polski)                                                                                  | 29 mm    | 10,1 g | Józef Markiewicz-Nieszcz                                         | P 298a         | 1974          | 500             | 540                 |                                                                                  | awersrewers |
| 89  | 20 złotych | 1974 | XXX lat PRL (górnik, hutnik, rolnik, żołnierz)                                                             | 29 mm    | 10,0 g | Wacław Kowalik                                                   | P 299a         | 1974          | 500             | 540                 |                                                                                  | awersrewers |
| 90  | 20 złotych | 1974 | XXX lat PRL (hutnik, rolnik, technik, żołnierz)                                                            | 29 mm    | 10,0 g | Wacław Kowalik                                                   | P 300a         | 1974          | 500             | 540                 |                                                                                  | awersrewers |
| 91  | 20 złotych | 1974 | Marceli Nowotko                                                                                            | 29 mm    | 10,1 g | Stanisława Wątróbska                                             | P 301a         | 1974          | 500             | 540                 | jak obiegowa                                                                     | awersrewers |
| 92  | 20 złotych | 1974 | XXV lat RWPG (gładkie tło)                                                                                 | 29 mm    | 10,1 g | Józef Markiewicz-Nieszcz                                         | P 302a         | 1974          | 500             | 540                 | jak okolicznościowa                                                              | awersrewers |
| 93  | 20 złotych | 1974 | XXV lat RWPG (tło z teksturą)                                                                              | 29 mm    | 10,1 g | Józef Markiewicz-Nieszcz                                         | P 303a         | 1974          | 500             | 540                 |                                                                                  | awersrewers |
| 94  | 20 złotych | 1975 | Międzynarodowy rok kobiet (profil)                                                                         | 29 mm    | 10,3 g | Anna Jarnuszkiewicz                                              | P 304a         | 1976          | 500             | 540                 | jak okolicznościowa                                                              | awersrewers |
| 95  | 20 złotych | 1975 | Międzynarodowy rok kobiet (globus)                                                                         | 29 mm    | 10,2 g | awers – Anna Jarnuszkiewicz rewers – Jacek Dworski               | P 305a         | 1976          | 500             | 540                 |                                                                                  | awersrewers |
| 96  | 20 złotych | 1976 | XXX lat ustaw budżetowych PRL                                                                              | 29 mm    | 9,8 g  | awers – Anna Jarnuszkiewicz rewers – Józef Markiewicz-Nieszcz    | P 306a         | 1976          | 500             | 540                 |                                                                                  | awersrewers |
| 97  | 20 złotych | 1976 | XXX lat ustaw budżetowych PRL (ustawy budżetowe)                                                           | 29 mm    | 9,8 g  | awers – Anna Jarnuszkiewicz rewers – Wacław Kowalik              | P 307a         | 1976          | 500             | 540                 |                                                                                  | awersrewers |
| 98  | 20 złotych | 1977 | Maria Konopnicka (1977)                                                                                    | 29 mm    | 10,1 g | awers – Stanisława Wątróbska rewers – Ewa Olszewska-Borys        | P 308a         | 1978          | 500             | 540                 | rewers jak okolicznościowa, na awersie inny rysunek orła i rok                   | awersrewers |
| 99  | 20 złotych | 1978 | Maria Konopnicka (1978)                                                                                    | 29 mm    | 9,5 g  | awers – Józef Markiewicz-Nieszcz rewers – Ewa Olszewska-Borys    | P 309a         | 1978          | 500             | 540                 | jak okolicznościowa                                                              | awersrewers |
| 100 | 20 złotych | 1979 | Pierwszy Polak w kosmosie                                                                                  | 29 mm    | 9,8 g  | awers – Józef Markiewicz-Nieszcz rewers – Ewa Olszewska-Borys    | P 310a         | 1978          | 500             | 540                 | jak okolicznościowa                                                              | awersrewers |
| 101 | 20 złotych | 1979 | Międzynarodowy rok dziecka                                                                                 | 29 mm    | 10,3 g | Józef Markiewicz-Nieszcz                                         | P 311b         | 1979          | 500             | 540                 | jak okolicznościowa, jak próbna kolekcjonerska                                   | awersrewers |
| 102 | 20 złotych | 1979 | Centrum Zdrowia Dziecka                                                                                    | 29 mm    | 10,6 g | awers – Józef Markiewicz-Nieszcz rewers – Stanisława Wątróbska   | P 313b         | 1979          | 500             | 540                 | jak próbna kolekcjonerska                                                        | awersrewers |
| 103 | 20 złotych | 1980 | Igrzyska XXII olimpiady (biegacz)                                                                          | 29 mm    | 10,2 g | awers – Anna Jarnuszkiewicz rewers – Ewa Olszewska-Borys         | P 314a         | 1981          | 500             | 540                 | jak okolicznościowa                                                              | awersrewers |
| 104 | 20 złotych | 1980 | Igrzyska XXII olimpiady (biegacz ze zniczem)                                                               | 29 mm    | 10,0 g | awers – Anna Jarnuszkiewicz rewers – Józef Markiewicz-Nieszcz    | P 315a         | 1981          | 500             | 540                 |                                                                                  | awersrewers |
| 105 | 20 złotych | 1980 | 50 lat Daru Pomorza (napis w otoku)                                                                        | 29 mm    | 10,4 g | awers – Anna Jarnuszkiewicz rewers – Stanisława Wątróbska        | P 316a         | 1981          | 500             | 540                 | jak okolicznościowa                                                              | awersrewers |
| 106 | 20 złotych | 1980 | 50 lat Daru Pomorza (napis pod żaglowcem)                                                                  | 29 mm    | 10,3 g | awers – Anna Jarnuszkiewicz rewers – Wojciech Czerwosz           | P 317a         | 1981          | 500             | 540                 |                                                                                  | awersrewers |
| 107 | 20 złotych | 1980 | 1905 – Łódź                                                                                                | 29 mm    | 10,3 g | awers – Anna Jarnuszkiewicz rewers – Zygmunt Ogrodowski          | P 318b         | 1981          | 500             | 540                 | jak próbna kolekcjonerska                                                        | awersrewers |
| 108 | 20 złotych | 1980 | 75. rocznica walk barykadowych łódzkiego proletariatu                                                      | 29 mm    | 10,3 g | awers – Anna Jarnuszkiewicz rewers – Ewa Tyc-Karpińska           | P 319a         | 1981          | 500             | 540                 |                                                                                  | awersrewers |
| 109 | 20 złotych | 1981 | Barbakan w Krakowie                                                                                        | 29 mm    | 10,2 g | awers – Anna Jarnuszkiewicz rewers – Stanisława Wątróbska-Frindt | P 320b         | 1981          | 500             | 540                 | jak próbna kolekcjonerska                                                        | awersrewers |
| 110 | 20 złotych | 1981 | Kościół Mariacki w Krakowie                                                                                | 29 mm    | 10,4 g | awers – Anna Jarnuszkiewicz rewers – Stanisława Wątróbska-Frindt | P 321a         | 1981          | 500             | 540                 |                                                                                  | awersrewers |
| 111 | 20 złotych | 1984 | 20 złotych                                                                                                 | 26 mm    | 8,7 g  | awers – Stanisława Wątróbska-Frindt rewers – Ewa Tyc-Karpińska   | P 322          | 1986          | 500             | 500                 | jak obiegowa                                                                     | awersrewers |
| 112 | 20 złotych | 1989 | 20 złotych                                                                                                 | 24 mm    | 5,6 g  | awers – Stanisława Wątróbska-Frindt rewers – Ewa Tyc-Karpińska   | P 323a P 323a1 | 1989          | 500             | 500                 | jak obiegowa, istnieje również odmiana z odwróconym napisem „PRÓBA” (P 323a1 ar) | awersrewers |

#### 50 złotych
| Lp  | Nominał    | Rok  | Nazwa                                          | Średnica | Masa   | Projektant                                                       | Nr kat. Parch. | Rok produkcji | Nakład (wg NBP) | Nakład (wg mennicy) | Uwagi                                                                             | Zdjęcie     |
| --- | ---------- | ---- | ---------------------------------------------- | -------- | ------ | ---------------------------------------------------------------- | -------------- | ------------- | --------------- | ------------------- | --------------------------------------------------------------------------------- | ----------- |
| 113 | 50 złotych | 1972 | Fryderyk Chopin (profil)                       | 30 mm    | 11,1 g | Jerzy Jarnuszkiewicz                                             | P 324a         | 1972          | 500             | 540                 | jak kolekcjonerska                                                                | awersrewers |
| 114 | 50 złotych | 1972 | Fryderyk Chopin (półprofil)                    | 30 mm    | 11,2 g | Anna Jarnuszkiewicz                                              | P 325b P 565a  | 1972          | 500             | 540                 | jak próbna kolekcjonerska, istnieją również monety bez napisu „PRÓBA” (P 565a ar) | awersrewers |
| 115 | 50 złotych | 1979 | Mieszko I (popiersie)                          | 30,5 mm  | 11,4 g | awers – Anna Jarnuszkiewicz rewers – Stanisława Wątróbska        | P 326a         | 1980          | 500             | 540                 | jak okolicznościowa                                                               | awersrewers |
| 116 | 50 złotych | 1979 | Mieszko I (półpostać)                          | 30,5 mm  | 11,5 g | awers – Anna Jarnuszkiewicz rewers – Zygmunt Kaczor              | P 327a         | 1980          | 500             | 540                 |                                                                                   | awersrewers |
| 117 | 50 złotych | 1980 | Bolesław I Chrobry (napis nad popiersiem)      | 30,5 mm  | 11,3 g | awers – Anna Jarnuszkiewicz rewers – Stanisława Wątróbska        | P 328a         | 1980          | 500             | 540                 | jak okolicznościowa                                                               | awersrewers |
| 118 | 50 złotych | 1980 | Bolesław I Chrobry (napis w pod popiersiem)    | 30,5 mm  | 11,7 g | awers – Anna Jarnuszkiewicz rewers – Józef Markiewicz-Nieszcz    | P 329a         | 1980          | 500             | 540                 |                                                                                   | awersrewers |
| 119 | 50 złotych | 1980 | Kazimierz I Odnowiciel                         | 30,5 mm  | 13,1 g | awers – Anna Jarnuszkiewicz rewers – Ewa Olszewska-Borys         | P 330a         | 1982          | 500             | 540                 | jak okolicznościowa                                                               | awersrewers |
| 120 | 50 złotych | 1981 | Bolesław II Śmiały                             | 30,5 mm  | 12,7 g | awers – Anna Jarnuszkiewicz rewers – Ewa Olszewska-Borys         | P 331a         | 1982          | 500             | 540                 | jak okolicznościowa                                                               | awersrewers |
| 121 | 50 złotych | 1981 | Władysław I Herman                             | 30,5 mm  | 12,7 g | awers – Anna Jarnuszkiewicz rewers – Stanisława Wątróbska-Frindt | P 332a         | 1982          | 500             | 540                 | jak okolicznościowa                                                               | awersrewers |
| 122 | 50 złotych | 1981 | Władysław Sikorski                             | 30,5 mm  | 13,0 g | awers – Anna Jarnuszkiewicz rewers – Józef Markiewicz-Nieszcz    | P 333a         | 1982          | 500             | 540                 | jak okolicznościowa                                                               | awersrewers |
| 123 | 50 złotych | 1981 | Światowy dzień żywności                        | 30,5 mm  | 12,8 g | awers – Anna Jarnuszkiewicz rewers – Ewa Olszewska-Borys         | P 334a         | 1982          | 500             | 540                 | jak okolicznościowa                                                               | awersrewers |
| 124 | 50 złotych | 1982 | Bolesław III Krzywousty                        | 30,5 mm  | 11,0 g | awers – Anna Jarnuszkiewicz rewers – Ewa Olszewska-Borys         | P 335a         | 1984          | 500             | 500                 | jak okolicznościowa                                                               | awersrewers |
| 125 | 50 złotych | 1983 | 300 lat odsieczy wiedeńskiej, Jan III Sobieski | 30,5 mm  | 11,0 g | awers – Anna Jarnuszkiewicz rewers – Stanisława Wątróbska-Frindt | P 336a         | 1984          | 500             | 500                 | jak okolicznościowa                                                               | awersrewers |
| 126 | 50 złotych | 1983 | Ignacy Łukasiewicz                             | 30,5 mm  | 11,1 g | awers – Anna Jarnuszkiewicz rewers – Stanisława Wątróbska-Frindt | P 337a         | 1984          | 500             | 500                 | jak okolicznościowa                                                               | awersrewers |
| 127 | 50 złotych | 1983 | 150 lat Teatru Wielkiego w Warszawie           | 30,5 mm  | 11,2 g | awers – Anna Jarnuszkiewicz rewers – Ewa Olszewska-Borys         | P 338a         | 1984          | 500             | 500                 | jak okolicznościowa                                                               | awersrewers |

#### 100 złotych
| Lp  | Nominał     | Rok  | Nazwa                                                    | Średnica | Masa   | Projektant                                                            | Nr kat. Parch. | Rok produkcji | Nakład (wg NBP) | Nakład (wg mennicy) | Uwagi                                                                                                   | Zdjęcie     |
| --- | ----------- | ---- | -------------------------------------------------------- | -------- | ------ | --------------------------------------------------------------------- | -------------- | ------------- | --------------- | ------------------- | --- | ----------- |
| 128 | 100 złotych | 1960 | Mieszko i Dąbrówka (postacie, tło gładkie)               | 35 mm    | 20,8 g | Józef Gosławski                                                       | P 339          | 1964          | 500             | 699                 | rewers jak okolicznościowa, na awersie inny rok                                                         | awersrewers |
| 129 | 100 złotych | 1960 | Mieszko i Dąbrówka (postacie, tło z teksturą)            | 35 mm    | 21,4 g | Józef Gosławski                                                       | P 340a         | 1964          | 500             | 699                 | | awersrewers |
| 130 | 100 złotych | 1960 | Mieszko i Dąbrówka (półpostacie z profilu)               | 35 mm    | 21,4 g | Józef Gosławski                                                       | P 341a         | 1964          | 500             | 701                 | rewers jak próbna kolekcjonerska, na awersie inny rok                                                   | awersrewers |
| 131 | 100 złotych | 1960 | Mieszko i Dąbrówka (profile z nominałem, mały orzeł)     | 35 mm    | 21,3 g | awers – Józef Gosławski rewers – Wacław Kowalik                       | P 342a         | 1964          | 500             | 699                 | rewers jak próbna kolekcjonerska, awers o innym wzorze i roku                                           | awersrewers |
| 132 | 100 złotych | 1960 | Mieszko i Dąbrówka (profile z orłem, mały orzeł)         | 35 mm    | 21,8 g | awers – Józef Gosławski rewers – Wacław Kowalik                       | P 343a         | 1964          | 500             | 699                 | | awersrewers |
| 133 | 100 złotych | 1960 | Mieszko i Dąbrówka (profile, duży orzeł z herbami)       | 35 mm    | 21,9 g | Wacław Kowalik                                                        | P 344a         | 1964          | 500             | 699                 | rewers jak próbna kolekcjonerska, na awersie inny rok                                                   | awersrewers |
| 134 | 100 złotych | 1960 | Mieszko i Dąbrówka (profile, duży orzeł z nominałem)     | 35 mm    | 20,7 g | Wacław Kowalik                                                        | P 345a         | 1964          | 500             | 699                 | rewers jak próbna kolekcjonerska, awers o innym wzorze i roku                                           | awersrewers |
| 135 | 100 złotych | 1960 | Mieszko i Dąbrówka (lewe profile)                        | 35 mm    | 17,3 g | Wacław Kowalik                                                        | P 346a         | 1964          | 500             | 699                 | | awersrewers |
| 136 | 100 złotych | 1966 | Mieszko i Dąbrówka (postacie)                            | 35 mm    | 17,0 g | Józef Gosławski                                                       | P 347a         | 1966          | 500             | 540                 | jak okolicznościowa                                                                                     | awersrewers |
| 137 | 100 złotych | 1966 | Mieszko i Dąbrówka (półpostacie z profilu)               | 35 mm    | 16,2 g | Józef Gosławski                                                       | P 349b         | 1966          | 500             | 540                 | jak próbna kolekcjonerska                                                                               | awersrewers |
| 138 | 100 złotych | 1966 | Mieszko i Dąbrówka (profile)                             | 35 mm    | 16,3 g | Wacław Kowalik                                                        | P 350b         | 1966          | 500             | 540                 | jak próbna kolekcjonerska                                                                               | awersrewers |
| 139 | 100 złotych | 1973 | Mikołaj Kopernik (włosy nie dotykają obrzeża)            | 32 mm    | 15,1 g | Anna Jarnuszkiewicz                                                   | P 352b         | 1975          | 500             | 540                 | jak próbna kolekcjonerska                                                                               | awersrewers |
| 140 | 100 złotych | 1973 | Mikołaj Kopernik (włosy dotykają obrzeża)                | 32 mm    | 15 g   | Anna Jarnuszkiewicz                                                   | P 353a         | 1975          | 500             | 540                 | jak kolekcjonerska                                                                                      | awersrewers |
| 141 | 100 złotych | 1973 | Mikołaj Kopernik (mała głowa)                            | 32 mm    | 14,7 g | Stanisława Wątróbska                                                  | P 354b         | 1975          | 500             | 540                 | jak próbna kolekcjonerska                                                                               | awersrewers |
| 142 | 100 złotych | 1974 | Maria Skłodowska-Curie (twarz)                           | 32 mm    | 14,9 g | awers – Ewa Olszewska-Borys rewers – Anna Jarnuszkiewicz              | P 355a         | 1975          | 500             | 540                 | jak kolekcjonerska                                                                                      | awersrewers |
| 143 | 100 złotych | 1974 | Maria Skłodowska-Curie (twarz)                           | 32 mm    | 14,8 g | awers – Ewa Olszewska-Borys rewers – Anna Jarnuszkiewicz              | P 356b         | 1975          | 500             | 540                 | jak próbna kolekcjonerska                                                                               | awersrewers |
| 144 | 100 złotych | 1974 | Maria Skłodowska-Curie (profil)                          | 32 mm    | 14,8 g | Ewa Olszewska-Borys                                                   | P 357b         | 1975          | 500             | 540                 | jak próbna kolekcjonerska                                                                               | awersrewers |
| 145 | 100 złotych | 1974 | Zamek Królewski w Warszawie                              | 32 mm    | 14,7 g | Stanisława Wątróbska                                                  | P 358a         | 1975          | 500             | 540                 | rewers jak próbna kolekcjonerska i jak kolekcjonerska, na awersie inny rok                              | awersrewers |
| 146 | 100 złotych | 1975 | Helena Modrzejewska (mała głowa)                         | 32 mm    | 15,9 g | Stanisława Wątróbska                                                  | P 359a P 359d  | 1976          | 500             | 540                 | jak kolekcjonerska, istnieje również moneta z wybitym rokiem 1974 (P 359d ar) – wg NBP nakład 500 sztuk | awersrewers |
| 147 | 100 złotych | 1975 | Helena Modrzejewska (duża głowa)                         | 32 mm    | 16,1 g | Anna Jarnuszkiewicz                                                   | P 360a         | 1976          | 500             | 540                 | | awersrewers |
| 148 | 100 złotych | 1975 | Ignacy Jan Paderewski (lewy profil)                      | 32 mm    | 15,9 g | Stanisława Wątróbska                                                  | P 361a         | 1976          | 500             | 540                 | jak kolekcjonerska                                                                                      | awersrewers |
| 149 | 100 złotych | 1975 | Ignacy Jan Paderewski (prawy profil)                     | 32 mm    | 16,2 g | Jerzy Jarnuszkiewicz                                                  | P 362a         | 1975          | 500             | 540                 | | awersrewers |
| 150 | 100 złotych | 1976 | Tadeusz Kościuszko (profil)                              | 32 mm    | 16,0 g | awers – Stanisława Wątróbska rewers – Stanisław Plęskowski            | P 363a         | 1976          | 500             | 540                 | jak kolekcjonerska                                                                                      | awersrewers |
| 151 | 100 złotych | 1976 | Tadeusz Kościuszko (półprofil)                           | 32 mm    | 16,3 g | awers – Stanisława Wątróbska rewers – Stanisław Plęskowski            | P 364b         | 1976          | 500             | 540                 | jak próbna kolekcjonerska                                                                               | awersrewers |
| 152 | 100 złotych | 1976 | Kazimierz Pułaski (profil)                               | 32 mm    | 16 g   | Stanisława Wątróbska                                                  | P 365a         | 1976          | 500             | 540                 | jak kolekcjonerska                                                                                      | awersrewers |
| 153 | 100 złotych | 1976 | Kazimierz Pułaski (półprofil)                            | 32 mm    | 16,1 g | awers – Stanisława Wątróbska rewers – Wojciech Czerwosz               | P 366b         | 1976          | 500             | 540                 | jak próbna kolekcjonerska                                                                               | awersrewers |
| 154 | 100 złotych | 1977 | Ochrona środowiska – żubr                                | 32 mm    | 15,8 g | awers – Stanisława Wątróbska rewers – Wojciech Czerwosz               | P 367b         | 1977          | 500             | 540                 | jak kolekcjonerska, jak próbna kolekcjonerska                                                           | awersrewers |
| 155 | 100 złotych | 1977 | Ochrona środowiska – ryba                                | 32 mm    | 16,0 g | awers – Stanisława Wątróbska rewers – Ewa Olszewska-Borys             | P 368b         | 1977          | 500             | 540                 | jak próbna kolekcjonerska                                                                               | awersrewers |
| 156 | 100 złotych | 1977 | Henryk Sienkiewicz (profil, mała głowa)                  | 32 mm    | 16,1 g | Stanisława Wątróbska                                                  | P 369b         | 1977          | 500             | 540                 | jak kolekcjonerska, jak próbna kolekcjonerska                                                           | awersrewers |
| 157 | 100 złotych | 1977 | Henryk Sienkiewicz (półprofil, duża głowa)               | 32 mm    | 16,1 g | Stanisława Wątróbska                                                  | P 370b         | 1977          | 500             | 540                 | jak próbna kolekcjonerska                                                                               | awersrewers |
| 158 | 100 złotych | 1977 | Władysław Reymont (prawy półprofil)                      | 32 mm    | 16,0 g | awers – Stanisława Wątróbska rewers – Anna Jarnuszkiewicz             | P 371b         | 1977          | 500             | 540                 | jak kolekcjonerska, jak próbna kolekcjonerska                                                           | awersrewers |
| 159 | 100 złotych | 1977 | Władysław Reymont (lewy profil)                          | 32 mm    | 15,9 g | Stanisława Wątróbska                                                  | P 372b         | 1977          | 500             | 540                 | jak próbna kolekcjonerska                                                                               | awersrewers |
| 160 | 100 złotych | 1977 | Zamek Królewski na Wawelu – Kurza Stopka                 | 32 mm    | 15,9 g | awers – Stanisława Wątróbska rewers – Józef Markiewicz-Nieszcz        | P 373a         | 1977          | 500             | 540                 | jak kolekcjonerska                                                                                      | awersrewers |
| 161 | 100 złotych | 1977 | Zamek Królewski na Wawelu                                | 32 mm    | 16,2 g | awers – Stanisława Wątróbska rewers – Ewa Olszewska-Borys             | P 374b         | 1977          | 500             | 540                 | jak próbna kolekcjonerska                                                                               | awersrewers |
| 162 | 100 złotych | 1978 | Adam Mickiewicz (głowa)                                  | 32 mm    | 14,9 g | awers – Stanisława Wątróbska rewers – Józef Markiewicz-Nieszcz        | P 375a         | 1978          | 500             | 540                 | jak kolekcjonerska                                                                                      | awersrewers |
| 163 | 100 złotych | 1978 | Adam Mickiewicz (półprofil bez loczka)                   | 32 mm    | 15,0 g | Stanisława Wątróbska                                                  | P 376b         | 1978          | 500             | 540                 | jak próbna kolekcjonerska                                                                               | awersrewers |
| 164 | 100 złotych | 1978 | Adam Mickiewicz (półprofil z loczkiem)                   | 32 mm    | 14,9 g | Stanisława Wątróbska                                                  | P 377a         | 1978          | 500             | 540                 | | awersrewers |
| 165 | 100 złotych | 1978 | Ochrona środowiska – łoś                                 | 32 mm    | 14,8 g | Stanisława Wątróbska                                                  | P 378a         | 1978          | 500             | 540                 | jak kolekcjonerska                                                                                      | awersrewers |
| 166 | 100 złotych | 1978 | Ochrona środowiska – łoś (głowa)                         | 32 mm    | 15,8 g | awers – Stanisława Wątróbska rewers – Ewa Olszewska-Borys             | P 379b         | 1978          | 500             | 540                 | jak próbna kolekcjonerska                                                                               | awersrewers |
| 167 | 100 złotych | 1978 | Janusz Korczak (en face)                                 | 32 mm    | 15,8 g | awers – Stanisława Wątróbska rewers – Ewa Olszewska-Borys             | P 380a         | 1978          | 500             | 540                 | jak kolekcjonerska                                                                                      | awersrewers |
| 168 | 100 złotych | 1978 | Janusz Korczak (półprofil)                               | 32 mm    | 16,0 g | Stanisława Wątróbska                                                  | P 381b         | 1978          | 500             | 540                 | jak próbna kolekcjonerska                                                                               | awersrewers |
| 169 | 100 złotych | 1978 | Ochrona środowiska – bóbr (na konarze)                   | 32 mm    | 15,9 g | Stanisława Wątróbska                                                  | P 382a         | 1978          | 500             | 540                 | jak kolekcjonerska                                                                                      | awersrewers |
| 170 | 100 złotych | 1978 | Ochrona środowiska – bóbr (w zaroślach)                  | 32 mm    | 15,8 g | Stanisława Wątróbska                                                  | P 383b         | 1978          | 500             | 540                 | jak próbna kolekcjonerska                                                                               | awersrewers |
| 171 | 100 złotych | 1978 | Pierwszy polak w kosmosie                                | 32 mm    | 16,2 g | awers – Stanisława Wątróbska rewers – Józef Markiewicz-Nieszcz        | P 384b         | 1978          | 500             | 540                 | jak próbna kolekcjonerska                                                                               | awersrewers |
| 172 | 100 złotych | 1979 | Henryk Wieniawski (napisy w niepełnym otoku, duża głowa) | 32 mm    | 15,8 g | awers – Stanisława Wątróbska rewers – Ewa Olszewska-Borys             | P 385a         | 1979          | 500             | 540                 | jak kolekcjonerska                                                                                      | awersrewers |
| 173 | 100 złotych | 1979 | Henryk Wieniawski (napisy w pełnym otoku, mała głowa)    | 32 mm    | 16,2 g | Stanisława Wątróbska                                                  | P 386b         | 1979          | 500             | 540                 | jak próbna kolekcjonerska                                                                               | awersrewers |
| 174 | 100 złotych | 1979 | Ludwik Zamenhof (profil)                                 | 32 mm    | 15,1 g | Stanisława Wątróbska                                                  | P 387a         | 1979          | 500             | 540                 | jak kolekcjonerska                                                                                      | awersrewers |
| 175 | 100 złotych | 1979 | Ludwik Zamenhof (półprofil)                              | 32 mm    | 15,1 g | awers – Stanisława Wątróbska rewers – Jerzy Jarnuszkiewicz            | P 388b         | 1979          | 500             | 540                 | jak próbna kolekcjonerska                                                                               | awersrewers |
| 176 | 100 złotych | 1979 | Ochrona środowiska – ryś (mały)                          | 32 mm    | 16,3 g | Stanisława Wątróbska                                                  | P 389a         | 1979          | 500             | 540                 | jak kolekcjonerska                                                                                      | awersrewers |
| 177 | 100 złotych | 1979 | Ochrona środowiska – ryś (duży)                          | 32 mm    | 14,9 g | Stanisława Wątróbska                                                  | P 390b         | 1979          | 500             | 540                 | jak próbna kolekcjonerska                                                                               | awersrewers |
| 178 | 100 złotych | 1979 | Ochrona środowiska – kozica (duża)                       | 32 mm    | 16,1 g | Stanisława Wątróbska                                                  | P 391a         | 1979          | 500             | 540                 | jak kolekcjonerska                                                                                      | awersrewers |
| 179 | 100 złotych | 1979 | Ochrona środowiska – kozica (na skale, mała)             | 32 mm    | 14,9 g | awers – Stanisława Wątróbska rewers – Ewa Olszewska-Borys             | P 392b         | 1979          | 500             | 540                 | jak próbna kolekcjonerska                                                                               | awersrewers |
| 180 | 100 złotych | 1980 | Igrzyska XXII olimpiady (biegacz)                        | 32 mm    | 15,1 g | awers – Stanisława Wątróbska rewers – Ewa Olszewska-Borys             | P 393a         | 1980          | 500             | 540                 | jak kolekcjonerska                                                                                      | awersrewers |
| 181 | 100 złotych | 1980 | Igrzyska XXII olimpiady (biegacz ze zniczem)             | 32 mm    | 15,6 g | awers – Stanisława Wątróbska rewers – Józef Markiewicz-Nieszcz        | P 394b         | 1980          | 500             | 540                 | jak próbna kolekcjonerska                                                                               | awersrewers |
| 182 | 100 złotych | 1980 | Jan Kochanowski (mniejszy półprofil)                     | 32 mm    | 15,9 g | Stanisława Wątróbska                                                  | P 395a         | 1980          | 500             | 540                 | jak kolekcjonerska                                                                                      | awersrewers |
| 183 | 100 złotych | 1980 | Jan Kochanowski (większy półprofil)                      | 32 mm    | 15,1 g | awers – Stanisława Wątróbska rewers – Ewa Olszewska-Borys             | P 396b         | 1980          | 500             | 540                 | jak próbna kolekcjonerska                                                                               | awersrewers |
| 184 | 100 złotych | 1980 | Ochrona środowiska – głuszec                             | 32 mm    | 15,1 g | Stanisława Wątróbska                                                  | P 397a         | 1980          | 500             | 540                 | jak kolekcjonerska                                                                                      | awersrewers |
| 185 | 100 złotych | 1980 | Ochrona środowiska – głuszce                             | 32 mm    | 16,2 g | awers – Stanisława Wątróbska rewers – Ewa Olszewska-Borys             | P 398b         | 1982          | 500             | 540                 | jak próbna kolekcjonerska                                                                               | awersrewers |
| 186 | 100 złotych | 1980 | 50 lat Daru Pomorza                                      | 32 mm    | 16,1 g | awers – Stanisława Wątróbska rewers – Wojciech Czerwosz               | P 399b         | 1982          | 500             | 540                 | jak próbna kolekcjonerska                                                                               | awersrewers |
| 187 | 100 złotych | 1981 | Władysław Sikorski (profil)                              | 32 mm    | 16,2 g | awers – Stanisława Wątróbska-Frindt rewers – Józef Markiewicz-Nieszcz | P 400a         | 1982          | 500             | 540                 | jak kolekcjonerska                                                                                      | awersrewers |
| 188 | 100 złotych | 1981 | Władysław Sikorski (en face)                             | 32 mm    | 15,7 g | awers – Stanisława Wątróbska-Frindt rewers – Ewa Olszewska-Borys      | P 401b         | 1982          | 500             | 540                 | jak próbna kolekcjonerska                                                                               | awersrewers |
| 189 | 100 złotych | 1981 | Kościół Mariacki w Krakowie                              | 32 mm    | 16,1 g | Stanisława Wątróbska-Frindt                                           | P 402b         | 1982          | 500             | 540                 | jak próbna kolekcjonerska                                                                               | awersrewers |
| 190 | 100 złotych | 1981 | Ochrona środowiska – koń                                 | 32 mm    | 15,8 g | Stanisława Wątróbska-Frindt                                           | P 403a         | 1982          | 500             | 540                 | jak kolekcjonerska                                                                                      | awersrewers |
| 191 | 100 złotych | 1981 | Ochrona środowiska – konie                               | 32 mm    | 15,8 g | Stanisława Wątróbska-Frindt                                           | P 404b         | 1983          | 500             | 540                 | jak próbna kolekcjonerska                                                                               | awersrewers |
| 192 | 100 złotych | 1982 | Ochrona środowiska – bocian                              | 32 mm    | 16,0 g | Stanisława Wątróbska-Frindt                                           | P 405          | 1984          | 500             | 500                 | jak kolekcjonerska                                                                                      | awersrewers |
| 193 | 100 złotych | 1982 | Ochrona środowiska – bociany                             | 32 mm    | 15,5 g | Stanisława Wątróbska-Frindt                                           | P 406b         | 1984          | 500             | 500                 | jak próbna kolekcjonerska                                                                               | awersrewers |
| 194 | 100 złotych | 1983 | Ochrona środowiska – niedźwiedź                          | 32 mm    | 15,9 g | awers – Stanisława Wątróbska-Frindt rewers – Ewa Tyc-Karpińska        | P 407          | 1984          | 500             | 500                 | jak kolekcjonerska                                                                                      | awersrewers |
| 195 | 100 złotych | 1983 | Ochrona środowiska – niedźwiedzie                        | 32 mm    | 15,9 g | awers – Stanisława Wątróbska-Frindt rewers – Tadeusz Tchórzewski      | P 408b         | 1984          | 500             | 500                 | jak próbna kolekcjonerska                                                                               | awersrewers |
| 196 | 100 złotych | 1984 | Wincenty Witos                                           | 29,5 mm  | 13,4 g | awers – Stanisława Wątróbska-Frindt rewers – Tadeusz Tchórzewski      | P 409          | 1984          | 500             | 500                 | jak okolicznościowa                                                                                     | awersrewers |
| 197 | 100 złotych | 1984 | 40 lat PRL                                               | 29,5 mm  | 13,3 g | awers – Stanisława Wątróbska-Frindt rewers – Ewa Olszewska-Borys      | P 410          | 1984          | 500             | 500                 | jak okolicznościowa                                                                                     | awersrewers |
| 198 | 100 złotych | 1985 | Przemysław II                                            | 29,5 mm  | 10,8 g | Stanisława Wątróbska-Frindt                                           | P 411a         | 1986          | 500             | 500                 | jak okolicznościowa                                                                                     | awersrewers |
| 199 | 100 złotych | 1985 | Pomnik – Szpital Matki Polski                            | 29,5 mm  | 11,0 g | awers – Stanisława Wątróbska-Frindt rewers – Tadeusz Tchórzewski      | P 412          | 1986          | 500             | 500                 | jak okolicznościowa                                                                                     | awersrewers |
| 200 | 100 złotych | 1986 | Władysław I Łokietek                                     | 29,5 mm  | 10,6 g | awers – Ewa Tyc-Karpińska rewers – Stanisława Wątróbska-Frindt        | P 413a         | 1986          | 500             | 500                 | jak okolicznościowa                                                                                     | awersrewers |
| 201 | 100 złotych | 1987 | Kazimierz III Wielki                                     | 29,5 mm  | 10,7 g | Ewa Tyc-Karpińska                                                     | P 414a         | 1988          | 500             | 500                 | jak okolicznościowa                                                                                     | awersrewers |
| 202 | 100 złotych | 1988 | Jadwiga                                                  | 29,5 mm  | 10,8 g | awers – Ewa Tyc-Karpińska rewers – Stanisława Wątróbska-Frindt        | P 415a         | 1989          | 500             | 500                 | jak okolicznościowa                                                                                     | awersrewers |
| 203 | 100 złotych | 1988 | 70. rocznica powstania wielkopolskiego                   | 29,5 mm  | 10,9 g | awers – Ewa Tyc-Karpińska rewers – Józef Stasiński                    | P 416a         | 1989          | 500             | 500                 | jak okolicznościowa                                                                                     | awersrewers |

#### 200 złotych
| Lp  | Nominał     | Rok  | Nazwa                                                                                 | Średnica | Masa   | Projektant                                                            | Nr kat. Parch. | Rok produkcji | Nakład (wg NBP) | Nakład (wg mennicy) | Uwagi                                          | Zdjęcie     |
| --- | ----------- | ---- | ------------------------------------------------------------------------------------- | -------- | ------ | --------------------------------------------------------------------- | -------------- | ------------- | --------------- | ------------------- | ---------------------------------------------- | ----------- |
| 204 | 200 złotych | 1974 | XXX lat PRL                                                                           | 31 mm    | 12,8 g | Józef Markiewicz-Nieszcz                                              | P 417a         | 1974          | 500             | 540                 | jak okolicznościowa, jak kolekcjonerska        | awersrewers |
| 205 | 200 złotych | 1975 | XXX rocznica zwycięstwa nad faszyzmem 1945–1975 (żołnierze)                           | 31mm     | 15,2 g | Stanisława Wątróbska                                                  | P 418a         | 1976          | 500             | 540                 | jak okolicznościowa, jak kolekcjonerska        | awersrewers |
| 206 | 200 złotych | 1975 | XXX rocznica zwycięstwa 1945–1975                                                     | 31mm     | 15,2 g | awers – Józef Markiewicz-Nieszcz rewers – Janina Stefanowicz-Schmidt  | P 419b         | 1976          | 500             | 540                 | jak próbna kolekcjonerska                      | awersrewers |
| 206 | 200 złotych | 1975 | XXX rocznica zwycięstwa nad faszyzmem (miecze)                                        | 31mm     | 15,3 g | Józef Markiewicz-Nieszcz                                              | P 420b         | 1976          | 500             | 540                 | jak próbna kolekcjonerska                      | awersrewers |
| 208 | 200 złotych | 1976 | Igrzyska XXI olimpiady (koła olimpijskie i znicz)                                     | 31mm     | 12,8 g | Stanisława Wątróbska                                                  | P 421b         | 1977          | 500             | 540                 | jak okolicznościowa, jak próbna kolekcjonerska | awersrewers |
| 209 | 200 złotych | 1976 | Igrzyska XXI olimpiady (głowa)                                                        | 31mm     | 13,0 g | awers – Stanisława Wątróbska rewers – Anna Jarnuszkiewicz             | P 422b         | 1977          | 500             | 540                 | jak próbna kolekcjonerska                      | awersrewers |
| 210 | 200 złotych | 1976 | Igrzyska XXI olimpiady (pełny znicz i koła olimpijskie)                               | 31mm     | 12,7 g | awers – Stanisława Wątróbska rewers – Anna Jarnuszkiewicz             | P 423a         | 1977          | 500             | 540                 |                                                | awersrewers |
| 211 | 200 złotych | 1979 | Mieszko I (popiersie)                                                                 | 33 mm    | 17,0 g | Stanisława Wątróbska                                                  | P 424a         | 1980          | 500             | 540                 | jak kolekcjonerska                             | awersrewers |
| 212 | 200 złotych | 1979 | Mieszko I (półpostać)                                                                 | 33 mm    | 17,1 g | awers – Stanisława Wątróbska rewers – Zygmunt Kaczor                  | P 425b         | 1980          | 500             | 540                 | jak próbna kolekcjonerska                      | awersrewers |
| 213 | 200 złotych | 1980 | XIII zimowe igrzyska olimpijskie Lake Placid 1980 (skoczek bez znicza)                | 33 mm    | 17,2 g | Stanisława Wątróbska                                                  | P 426a         | 1980          | 500             | 540                 | jak kolekcjonerska                             | awersrewers |
| 214 | 200 złotych | 1980 | XIII zimowe igrzyska olimpijskie Lake Placid 1980 (skoczek ze zniczem)                | 33 mm    | 16,7 g | Stanisława Wątróbska                                                  | P 427a         | 1980          | 500             | 540                 | jak kolekcjonerska                             | awersrewers |
| 215 | 200 złotych | 1980 | XIII zimowe igrzyska olimpijskie Lake Placid 1980 (biegacz bez znicza)                | 33 mm    | 16,8 g | awers – Stanisława Wątróbska rewers – Józef Markiewicz-Nieszcz        | P 428b         | 1980          | 500             | 540                 | jak próbna kolekcjonerska                      | awersrewers |
| 216 | 200 złotych | 1980 | XIII zimowe igrzyska olimpijskie Lake Placid 1980 (biegacz ze zniczem)                | 33 mm    | 17,4 g | awers – Stanisława Wątróbska rewers – Józef Markiewicz-Nieszcz        | P 429b         | 1980          | 500             | 540                 | jak próbna kolekcjonerska                      | awersrewers |
| 217 | 200 złotych | 1980 | Bolesław I Chrobry (popiersie)                                                        | 33 mm    | 17,0 g | Stanisława Wątróbska                                                  | P 430a         | 1980          | 500             | 540                 | jak kolekcjonerska                             | awersrewers |
| 218 | 200 złotych | 1980 | Bolesław I Chrobry (półpostać)                                                        | 33 mm    | 16,8 g | awers – Stanisława Wątróbska rewers – Ewa Olszewska-Borys             | P 431b         | 1980          | 500             | 540                 | jak próbna kolekcjonerska                      | awersrewers |
| 219 | 200 złotych | 1980 | Kazimierz I Odnowiciel (popiersie)                                                    | 33 mm    | 17,1 g | awers – Stanisława Wątróbska rewers – Ewa Olszewska-Borys             | P 432a         | 1980          | 500             | 540                 | jak kolekcjonerska                             | awersrewers |
| 220 | 200 złotych | 1980 | Kazimierz I Odnowiciel (półpostać)                                                    | 33 mm    | 17,2 g | Stanisława Wątróbska                                                  | P 433b         | 1980          | 500             | 540                 | jak próbna kolekcjonerska                      | awersrewers |
| 221 | 200 złotych | 1981 | Bolesław II Śmiały (popiersie)                                                        | 33 mm    | 17,3 g | awers – Stanisława Wątróbska-Frindt rewers – Ewa Olszewska-Borys      | P 434a         | 1981          | 500             | 540                 | jak kolekcjonerska                             | awersrewers |
| 222 | 200 złotych | 1981 | Bolesław II Śmiały (półpostać)                                                        | 33 mm    | 16,9 g | Stanisława Wątróbska-Frindt                                           | P 435b         | 1981          | 500             | 540                 | jak próbna kolekcjonerska                      | awersrewers |
| 223 | 200 złotych | 1981 | Władysław I Herman (popiersie)                                                        | 33 mm    | 17,3 g | Stanisława Wątróbska-Frindt                                           | P 436a         | 1982          | 500             | 540                 | jak kolekcjonerska                             | awersrewers |
| 224 | 200 złotych | 1981 | Władysław I Herman (półpostać)                                                        | 33 mm    | 17,3 g | awers – Stanisława Wątróbska-Frindt rewers – Ewa Tyc-Karpińska        | P 437b         | 1982          | 500             | 540                 | jak próbna kolekcjonerska                      | awersrewers |
| 225 | 200 złotych | 1982 | XII mistrzostwa świata w piłce nożnej (Hiszpania 1982)                                | 33 mm    | 17,3 g | awers – Stanisława Wątróbska-Frindt rewers – Józef Markiewicz-Nieszcz | P 438          | 1982          | 500             | 540                 | jak kolekcjonerska                             | awersrewers |
| 226 | 200 złotych | 1982 | XII mistrzostwa świata w piłce nożnej (ESPAÑA '82)                                    | 33 mm    | 17,1 g | awers – Stanisława Wątróbska-Frindt rewers – Józef Markiewicz-Nieszcz | P 439b         | 1982          | 500             | 540                 | jak próbna kolekcjonerska                      | awersrewers |
| 227 | 200 złotych | 1982 | XII mistrzostwa świata w piłce nożnej (Hiszpania 1982 / ESPAÑA '82)                   | 33 mm    | 17,1 g | awers – Stanisława Wątróbska-Frindt rewers – Józef Markiewicz-Nieszcz | P 440b         | 1982          | 500             | 540                 | jak próbna kolekcjonerska                      | awersrewers |
| 228 | 200 złotych | 1982 | Bolesław III Krzywousty (popiersie)                                                   | 33 mm    | 17,2 g | awers – Stanisława Wątróbska-Frindt rewers – Ewa Olszewska-Borys      | P 441          | 1982          | 500             | 500                 | jak kolekcjonerska                             | awersrewers |
| 229 | 200 złotych | 1982 | Bolesław III Krzywousty (półpostać)                                                   | 33 mm    | 17,2 g | Stanisława Wątróbska-Frindt                                           | P 442b         | 1982          | 500             | 500                 | jak próbna kolekcjonerska                      | awersrewers |
| 230 | 200 złotych | 1983 | 300 lat odsieczy wiedeńskiej, Jan III Sobieski                                        | 33 mm    | 17,2 g | Stanisława Wątróbska-Frindt                                           | P 443          | 1984          | 500             | 500                 | jak kolekcjonerska                             | awersrewers |
| 231 | 200 złotych | 1983 | 300 lat odsieczy wiedeńskiej (Jan III Sobieski na koniu, pomnik Jana III Sobieskiego) | 33 mm    | 16,9 g | awers – Stanisława Wątróbska-Frindt rewers – Ewa Olszewska-Borys      | P 444b         | 1984          | 500             | 500                 | jak próbna kolekcjonerska                      | awersrewers |
| 232 | 200 złotych | 1984 | XIV zimowe igrzyska olimpijskie Sarajewo 1984                                         | 33 mm    | 17,0 g | Stanisława Wątróbska-Frindt                                           | P 445          | 1984          | 500             | 500                 | jak kolekcjonerska                             | awersrewers |
| 233 | 200 złotych | 1984 | Igrzyska XXIII olimpiady Los Angeles 1984                                             | 33 mm    | 17,1 g | awers – Stanisława Wątróbska-Frindt rewers – Ewa Tyc-Karpińska        | P 446          | 1984          | 500             | 500                 | jak kolekcjonerska                             | awersrewers |
| 234 | 200 złotych | 1985 | Pomnik Szpital Centrum Zdrowia Matki Polski                                           | 29,5 mm  | 11,1 g | awers – Ewa Tyc-Karpińska rewers – Stanisława Wątróbska-Frindt        | P 447b         | 1986          | 500             | 500                 | jak próbna kolekcjonerska                      | awersrewers |
| 235 | 200 złotych | 1985 | XIII mistrzostwa świata w piłce nożnej Meksyk '86                                     | 29,5 mm  | 10,8 g | awers – Ewa Tyc-Karpińska rewers – Tadeusz Tchórzewski                | P 448b         | 1986          | 500             | 500                 | jak próbna kolekcjonerska                      | awersrewers |
| 236 | 200 złotych | 1986 | Władysław I Łokietek                                                                  | 29,5 mm  | 10,8 g | awers – Ewa Tyc-Karpińska rewers – Stanisława Wątróbska-Frindt        | P 449b         | 1987          | 500             | 500                 | jak próbna kolekcjonerska                      | awersrewers |
| 237 | 200 złotych | 1986 | Ochrona środowiska (głowa sowy)                                                       | 29,5 mm  | 10,8 g | Ewa Tyc-Karpińska                                                     | P 450b         | 1986          | 500             | 500                 | jak próbna kolekcjonerska                      | awersrewers |
| 238 | 200 złotych | 1987 | Igrzyska XXIV olimpiady                                                               | 29,5 mm  | 10,7 g | awers – Ewa Tyc-Karpińska rewers – Tadeusz Tchórzewski                | P 451b         | 1988          | 500             | 500                 | jak próbna kolekcjonerska                      | awersrewers |
| 239 | 200 złotych | 1987 | Mistrzostwa Europy w piłce nożnej 1988                                                | 29,5 mm  | 10,8 g | Ewa Tyc-Karpińska                                                     | P 452b         | 1988          | 500             | 500                 | jak próbna kolekcjonerska                      | awersrewers |
| 240 | 200 złotych | 1988 | XIV mistrzostwa świata w piłce nożnej Włochy 1990                                     | 40 mm    | 20,1 g | Ewa Tyc-Karpińska                                                     | P 453b         | 1989          | 500             | 500                 | jak próbna kolekcjonerska                      | awersrewers |

#### 500 złotych
| Lp  | Nominał     | Rok  | Nazwa                                             | Średnica | Masa   | Projektant                                                       | Nr kat. Parch. | Rok produkcji | Nakład (wg NBP) | Nakład (wg mennicy) | Uwagi                                         | Zdjęcie     |
| --- | ----------- | ---- | ------------------------------------------------- | -------- | ------ | ---------------------------------------------------------------- | -------------- | ------------- | --------------- | ------------------- | --------------------------------------------- | ----------- |
| 241 | 500 złotych | 1976 | Tadeusz Kościuszko (profil)                       | 32 mm    | 15,9 g | awers – Stanisława Wątróbska rewers – Stanisław Plęskowski       | P 454b         | 1976          | 500             | 540                 | jak kolekcjonerska, jak próbna kolekcjonerska | awersrewers |
| 242 | 500 złotych | 1976 | Tadeusz Kościuszko (półprofil)                    | 32 mm    | 15,9 g | awers – Stanisława Wątróbska rewers – Stanisław Plęskowski       | P 455          | 1976          | 500             | 540                 |                                               | awersrewers |
| 243 | 500 złotych | 1976 | Kazimierz Pułaski (profil)                        | 32 mm    | 16,0 g | Stanisława Wątróbska                                             | P 456b         | 1976          | 500             | 540                 | jak kolekcjonerska, jak próbna kolekcjonerska | awersrewers |
| 244 | 500 złotych | 1976 | Kazimierz Pułaski (półprofil)                     | 32 mm    | 15,8 g | awers – Stanisława Wątróbska rewers – Wojciech Czerwosz          | P 457          | 1976          | 500             | 540                 |                                               | awersrewers |
| 245 | 500 złotych | 1982 | Dar Młodzieży                                     | 32 mm    | 16,1 g | awers – Stanisława Wątróbska-Frindt rewers – Ewa Olszewska-Borys | P 458b         | 1982          | 500             | 500                 | jak próbna kolekcjonerska                     | awersrewers |
| 246 | 500 złotych | 1983 | XIX zimowe igrzyska olimpijskie Sarajewo 1984     | 33 mm    | 17,1 g | awers – Stanisława Wątróbska-Frindt rewers – Ewa Tyc-Karpińska   | P 459b         | 1984          | 500             | 500                 | jak próbna kolekcjonerska                     | awersrewers |
| 247 | 500 złotych | 1983 | Igrzyska XXIII olimpiady Los Angeles 1984         | 33 mm    | 17,0 g | Stanisława Wątróbska-Frindt                                      | P 460b         | 1984          | 500             | 500                 | jak próbna kolekcjonerska                     | awersrewers |
| 248 | 500 złotych | 1984 | Ochrona środowiska – łabędź z młodymi             | 32 mm    | 15,7 g | awers – Stanisława Wątróbska-Frindt rewers – Ewa Olszewska-Borys | P 461          | 1985          | 500             | 500                 | jak kolekcjonerska                            | awersrewers |
| 249 | 500 złotych | 1985 | Przemysł II (popiersie)                           | 32 mm    | 16,5 g | awers – Ewa Tyc-Karpińska rewers – Stanisława Wątróbska-Frindt   | P 462          | 1986          | 500             | 500                 | jak kolekcjonerska                            | awersrewers |
| 250 | 500 złotych | 1985 | Ochrona środowiska – wiewiórka                    | 32 mm    | 15,6 g | awers – Ewa Tyc-Karpińska rewers – Stanisława Wątróbska-Frindt   | P 463          | 1986          | 500             | 500                 | jak kolekcjonerska                            | awersrewers |
| 251 | 500 złotych | 1985 | 40 lat ONZ                                        | 32 mm    | 15,9 g | awers – Ewa Tyc-Karpińska rewers – Stanisława Wątróbska-Frindt   | P 464          | 1986          | 500             | 500                 | jak kolekcjonerska                            | awersrewers |
| 252 | 500 złotych | 1986 | XIII mistrzostwa świata w piłce nożnej Meksyk '86 | 32 mm    | 16,7 g | Ewa Tyc-Karpińska                                                | P 465          | 1986          | 500             | 500                 | jak kolekcjonerska                            | awersrewers |
| 253 | 500 złotych | 1986 | Władysław I Łokietek (popiersie)                  | 32 mm    | 15,6 g | awers – Ewa Tyc-Karpińska rewers – Stanisława Wątróbska-Frindt   | P 466          | 1986          | 500             | 500                 | jak kolekcjonerska                            | awersrewers |
| 254 | 500 złotych | 1986 | Ochrona środowiska – sowa z młodymi               | 32 mm    | 15,7 g | Ewa Tyc-Karpińska                                                | P 467          | 1986          | 500             | 500                 | jak kolekcjonerska                            | awersrewers |
| 255 | 500 złotych | 1987 | Kazimierz III Wielki (popiersie)                  | 32 mm    | 14,9 g | Ewa Tyc-Karpińska                                                | P 468          | 1988          | 500             | 500                 | jak kolekcjonerska                            | awersrewers |
| 256 | 500 złotych | 1987 | XV zimowe igrzyska olimpijskie 1988               | 32 mm    | 14,9 g | Ewa Tyc-Karpińska                                                | P 469          | 1988          | 500             | 500                 | jak kolekcjonerska                            | awersrewers |
| 257 | 500 złotych | 1987 | Igrzyska XXIV olimpiady 1988                      | 32 mm    | 14,9 g | Ewa Tyc-Karpińska                                                | P 470          | 1988          | 500             | 500                 | jak kolekcjonerska                            | awersrewers |
| 258 | 500 złotych | 1987 | Mistrzostwa Europy w piłce nożnej 1988            | 32 mm    | 15,0 g | awers – Ewa Tyc-Karpińska rewers – Tadeusz Tchórzewski           | P 471          | 1988          | 500             | 500                 | jak kolekcjonerska                            | awersrewers |
| 259 | 500 złotych | 1988 | Jadwiga (popiersie)                               | 32 mm    | 16,3 g | awers – Ewa Tyc-Karpińska rewers – Stanisława Wątróbska-Frindt   | P 472          | 1989          | 500             | 500                 | jak kolekcjonerska                            | awersrewers |
| 260 | 500 złotych | 1988 | XIV mistrzostwa świata w piłce nożnej Włochy 1990 | 32 mm    | 16,2 g | Ewa Tyc-Karpińska                                                | P 473          | 1989          | 500             | 500                 | jak kolekcjonerska                            | awersrewers |
| 261 | 500 złotych | 1989 | 50. rocznica wojny obronnej narodu polskiego      | 29,5 mm  | 10,7 g | awers – Ewa Tyc-Karpińska rewers – Stanisława Wątróbska-Frindt   | P 474          | 1989          | 500             | 500                 | jak okolicznościowa                           | awersrewers |
| 262 | 500 złotych | 1989 | Władysław II Jagiełło (popiersie)                 | 29,5 mm  | 10,8 g | awers – Ewa Tyc-Karpińska rewers – Anna Wątróbska-Wdowiarska     | P 475          | 1991          | 500             | 500                 | jak okolicznościowa                           | awersrewers |

#### 1000 złotych
| Lp  | Nominał      | Rok  | Nazwa                                             | Średnica | Masa   | Projektant                                                       | Nr kat. Parch. | Rok produkcji | Nakład (wg NBP) | Nakład (wg mennicy) | Uwagi                     | Zdjęcie        |
| --- | ------------ | ---- | ------------------------------------------------- | -------- | ------ | ---------------------------------------------------------------- | -------------- | ------------- | --------------- | ------------------- | ------------------------- | -------------- |
| 263 | 1000 złotych | 1982 | Jan Paweł II (profil)                             | 31 mm    | 12,9 g | Stanisława Wątróbska-Frindt                                      | P 476          | 1984          | 500             | 500                 | jak okolicznościowa       | awersrewers    |
| 264 | 1000 złotych | 1982 | Jan Paweł II (z pastorałem w półprofilu)          | 35 mm    | 19,2 g | Stanisława Wątróbska-Frindt                                      | P 477b         | 1984          | 500             | 500                 | jak próbna kolekcjonerska | awersrewers    |
| 265 | 1000 złotych | 1984 | Wincenty Witos                                    | 32 mm    | 15,8 g | awers – Stanisława Wątróbska-Frindt rewers – Józef Potępa        | P 478b         | 1984          | 500             | 500                 | jak próbna kolekcjonerska | awersrewers    |
| 266 | 1000 złotych | 1984 | Ochrona środowiska – łabędź                       | 32 mm    | 15,9 g | awers – Stanisława Wątróbska-Frindt rewers – Ewa Olszewska-Borys | P 479b         | 1984          | 500             | 500                 | jak próbna kolekcjonerska | awersrewers    |
| 267 | 1000 złotych | 1984 | 40-lecie PRL                                      | 32 mm    | 15,8 g | awers – Stanisława Wątróbska-Frindt rewers – Ewa Tyc-Karpińska   | P 480b         | 1984          | 500             | 500                 | jak próbna kolekcjonerska | awersrewers    |
| 268 | 1000 złotych | 1985 | Przemysław II (półpostać)                         | 32 mm    | 15,6 g | awers – Ewa Tyc-Karpińska rewers – Stanisława Wątróbska-Frindt   | P 481b         | 1986          | 500             | 500                 | jak próbna kolekcjonerska | awersrewers    |
| 269 | 1000 złotych | 1985 | Ochrona środowiska – wiewiórka                    | 32 mm    | 15,9 g | Ewa Tyc-Karpińska                                                | P 482b         | 1986          | 500             | 500                 | jak próbna kolekcjonerska | awersrewers    |
| 270 | 1000 złotych | 1985 | 40 lat ONZ                                        | 32 mm    | 15,0 g | Ewa Tyc-Karpińska                                                | P 483b         | 1986          | 500             | 500                 | jak próbna kolekcjonerska | awersrewers    |
| 271 | 1000 złotych | 1985 | Pomnik Szpital Centrum Zdrowia Matki Polki        | 32 mm    | 15,7 g | awers – Ewa Tyc-Karpińska rewers – Stanisława Wątróbska-Frindt   | P 484b         | 1986          | 500             | 500                 | jak próbna kolekcjonerska | awersrewers    |
| 272 | 1000 złotych | 1986 | Narodowy czyn pomocy szkole                       | 32 mm    | 16,6 g | awers – Ewa Tyc-Karpińska rewers – Tadeusz Tchórzewski           | P 485b         | 1986          | 500             | 500                 | jak próbna kolekcjonerska | awersrewers    |
| 273 | 1000 złotych | 1986 | Mistrzostwa świata w piłce nożnej Meksyk '86      | 32 mm    | 16,6 g | Ewa Tyc-Karpińska                                                | P 486b         | 1986          | 500             | 500                 | jak próbna kolekcjonerska | awersrewers    |
| 274 | 1000 złotych | 1986 | Władysław I Łokietek (półpostać)                  | 32 mm    | 15,8 g | awers – Ewa Tyc-Karpińska rewers – Ewa Olszewska-Borys           | P 487b         | 1986          | 500             | 500                 | jak próbna kolekcjonerska | awersrewers    |
| 275 | 1000 złotych | 1986 | Ochrona środowiska (sowa)                         | 32 mm    | 16,1 g | Ewa Tyc-Karpińska                                                | P 488b         | 1986          | 500             | 500                 | jak próbna kolekcjonerska | awersrewers    |
| 276 | 1000 złotych | 1987 | Kazimierz III Wielki (półpostać)                  | 32 mm    | 15,3 g | awers – Ewa Tyc-Karpińska rewers – Stanisława Wątróbska-Frindt   | P 489b         | 1988          | 500             | 500                 | jak próbna kolekcjonerska | awersrewers    |
| 277 | 1000 złotych | 1987 | Muzeum Śląskie Katowice 1927–1939                 | 32 mm    | 15,0 g | awers – Ewa Tyc-Karpińska rewers – Stanisława Wątróbska-Frindt   | P 490b         | 1988          | 500             | 500                 | jak próbna kolekcjonerska | awersrewers    |
| 278 | 1000 złotych | 1987 | Wratislavia                                       | 32 mm    | 15,2 g | awers – Ewa Tyc-Karpińska rewers – Jacek Dworski                 | P 491b         | 1988          | 500             | 500                 | jak próbna kolekcjonerska | awersrewers    |
| 279 | 1000 złotych | 1987 | XV zimowe igrzyska olimpijskie 1988               | 32 mm    | 15,0 g | Ewa Tyc-Karpińska                                                | P 492b         | 1988          | 500             | 500                 | jak próbna kolekcjonerska | awersrewers    |
| 280 | 1000 złotych | 1987 | Igrzyska XXIV olimpiady 1988                      | 32 mm    | 14,6 g | Ewa Tyc-Karpińska                                                | P 493b         | 1988          | 500             | 500                 | jak próbna kolekcjonerska | awersrewers    |
| 281 | 1000 złotych | 1987 | Jan Paweł II (z pastorałem z profilu)             | 18 mm    | 2,2 g  | Stanisława Wątróbska-Frindt                                      | P 494a         | 1989          | 500             | 500                 | jak kolekcjonerska        | awers i rewers |
| 282 | 1000 złotych | 1988 | Jadwiga (półpostać)                               | 32 mm    | 16,1 g | Ewa Tyc-Karpińska                                                | P 495b         | 1989          | 500             | 500                 | jak próbna kolekcjonerska | awersrewers    |
| 283 | 1000 złotych | 1988 | XIV mistrzostwa świata w piłce nożnej Włochy 1990 | 32 mm    | 16,0 g | Ewa Tyc-Karpińska                                                | P 496b         | 1989          | 500             | 500                 | jak próbna kolekcjonerska | awersrewers    |
| 284 | 1000 złotych | 1988 | Jan Paweł II, X lat pontyfikatu                   | 18 mm    | 2,1 g  | awers – Stanisława Wątróbska-Frindt rewers – Ewa Tyc-Karpińska   | P 497          | 1989          | 500             | 500                 | jak kolekcjonerska        | awersrewers    |
| 285 | 1000 złotych | 1988 | Jan Paweł II (na tle kratki)                      | 18 mm    | 2,4 g  | awers – Stanisława Wątróbska-Frindt rewers – Ewa Tyc-Karpińska   | P 498          | 1989          | 500             | 500                 | jak kolekcjonerska        | awersrewers    |

#### 2000 złotych
| Lp  | Nominał      | Rok  | Nazwa                                                       | Średnica | Masa  | Projektant                                                       | Nr kat. Parch. | Rok produkcji | Nakład (wg NBP) | Nakład (wg mennicy) | Uwagi                     | Zdjęcie        |
| --- | ------------ | ---- | ----------------------------------------------------------- | -------- | ----- | ---------------------------------------------------------------- | -------------- | ------------- | --------------- | ------------------- | ------------------------- | -------------- |
| 286 | 2000 złotych | 1977 | Fryderyk Chopin                                             | 21 mm    | 5,2 g | awers – Stanisława Wątróbska rewers – Jerzy Jarnuszkiewicz       | P 499a         | 1977          | 500             | 540                 | jak kolekcjonerska        | awersrewers    |
| 287 | 2000 złotych | 1979 | Mikołaj Kopernik                                            | 21 mm    | 5,0 g | Stanisława Wątróbska                                             | P 500a         | 1979          | 500             | 540                 | jak kolekcjonerska        | awers i rewers |
| 288 | 2000 złotych | 1979 | Maria Skłodowska-Curie                                      | 21 mm    | 5,1 g | awers – Stanisława Wątróbska rewers – Anna Jarnuszkiewicz        | P 501a         | 1981          | 500             | 540                 | jak kolekcjonerska        | awers i rewers |
| 289 | 2000 złotych | 1979 | Mieszko I (popiersie)                                       | 21 mm    | 5,2 g | Stanisława Wątróbska                                             | P 502a         | 1981          | 500             | 540                 | jak kolekcjonerska        | awers i rewers |
| 290 | 2000 złotych | 1979 | Mieszko I (półpostać)                                       | 21 mm    | 5,1 g | awers – Stanisława Wątróbska rewers – Zygmunt Kaczor             | P 503a         | 1981          | 500             | 540                 |                           | awers i rewers |
| 291 | 2000 złotych | 1980 | XIII zimowe igrzyska olimpijskie Lake Placid 1980 (skoczek) | 21 mm    | 5,1 g | Stanisława Wątróbska                                             | P 504a         | 1981          | 500             | 540                 | jak kolekcjonerska        | awers i rewers |
| 292 | 2000 złotych | 1980 | XIII zimowe igrzyska olimpijskie Lake Placid 1980 (biegacz) | 21 mm    | 4,8 g | awers – Stanisława Wątróbska rewers – Józef Markiewicz-Nieszcz   | P 505b         | 1981          | 500             | 540                 | jak próbna kolekcjonerska | awers i rewers |
| 293 | 2000 złotych | 1980 | Bolesław I Chrobry                                          | 21 mm    | 5,2 g | Stanisława Wątróbska                                             | P 506a         | 1981          | 500             | 540                 | jak kolekcjonerska        | awers i rewers |
| 294 | 2000 złotych | 1980 | Kazimierz I Odnowiciel                                      | 21 mm    | 5,2 g | awers – Stanisława Wątróbska rewers – Ewa Olszewska-Borys        | P 507a         | 1981          | 500             | 540                 | jak kolekcjonerska        | awers i rewers |
| 295 | 2000 złotych | 1981 | Bolesław II Śmiały                                          | 21 mm    | 5,2 g | awers – Stanisława Wątróbska-Frindt rewers – Ewa Olszewska-Borys | P 508a         | 1982          | 500             | 540                 | jak kolekcjonerska        | awers i rewers |
| 296 | 2000 złotych | 1981 | Władysław I Herman                                          | 21 mm    | 5,1 g | Stanisława Wątróbska-Frindt                                      | P 509a         | 1982          | 500             | 540                 | jak kolekcjonerska        | awers i rewers |
| 297 | 2000 złotych | 1987 | Jan Paweł II (z pastorałem z profilu)                       | 22 mm    | 3,8 g | Stanisława Wątróbska-Frindt                                      | P 510a         | 1989          | 500             | 500                 | jak kolekcjonerska        | awersrewers    |
| 298 | 2000 złotych | 1988 | Jan Paweł II, X lat pontyfikatu                             | 22 mm    | 3,9 g | awers – Stanisława Wątróbska-Frindt rewers – Ewa Tyc-Karpińska   | P 511          | 1989          | 500             | 500                 | jak kolekcjonerska        | awers i rewers |
| 299 | 2000 złotych | 1989 | Jan Paweł II (na tle kratki)                                | 22 mm    | 4,0 g | awers – Stanisława Wątróbska-Frindt rewers – Ewa Tyc-Karpińska   | P 512          | 1989          | 500             | 500                 | jak kolekcjonerska        | awersrewers    |

#### 5000 złotych
| Lp  | Nominał      | Rok  | Nazwa                                                         | Średnica | Masa   | Projektant                                                     | Nr kat. Parch. | Rok produkcji | Nakład (wg NBP) | Nakład (wg mennicy) | Uwagi              | Zdjęcie         |
| --- | ------------ | ---- | ------------------------------------------------------------- | -------- | ------ | -------------------------------------------------------------- | -------------- | ------------- | --------------- | ------------------- | ------------------ | --------------- |
| 300 | 5000 złotych | 1987 | Jan Paweł II (z pastorałem z profilu)                         | 27 mm    | 7,4 g  | Stanisława Wątróbska-Frindt                                    | P 513a         | 1989          | 500             | 500                 | jak kolekcjonerska | awers i rewers  |
| 301 | 5000 złotych | 1988 | Jan Paweł II, X lat pontyfikatu                               | 27 mm    | 7,4 g  | awers – Stanisława Wątróbska-Frindt rewers – Ewa Tyc-Karpińska | P 514          | 1989          | 500             | 500                 | jak kolekcjonerska | awers iu rewers |
| 302 | 5000 złotych | 1989 | Jan Paweł II (na tle kratki)                                  | 27 mm    | 7,6 g  | awers – Stanisława Wątróbska-Frindt rewers – Ewa Tyc-Karpińska | P 515          | 1989          | 500             | 500                 | jak kolekcjonerska | awersrewers     |
| 303 | 5000 złotych | 1989 | Ratujemy zabytki Torunia (kamienice)                          | 32 mm    | 16,1 g | Ewa Tyc-Karpińska                                              | P 516          | 1989          | 500             | 500                 | jak kolekcjonerska | awersrewers     |
| 304 | 5000 złotych | 1989 | Toruń (Mikołaj Kopernik)                                      | 32 mm    | 16,1 g | Ewa Tyc-Karpińska                                              | P 517          | 1989          | 500             | 500                 | jak kolekcjonerska | awersrewers     |
| 305 | 5000 złotych | 1989 | Żołnierz polski na frontach II wojny światowej – Westerplatte | 32 mm    | 15,7 g | awers – Ewa Tyc-Karpińska rewers – Bohdan Chmielewski          | P 518          | 1989          | 500             | 500                 | jak kolekcjonerska | awersrewers     |
| 306 | 5000 złotych | 1989 | Władysław II Jagiełło (popiersie)                             | 32 mm    | 16,4 g | awers – Ewa Tyc-Karpińska rewers – Anna Wątróbska-Wdowtarska   | P 519          | 1989          | 500             | 500                 | jak kolekcjonerska | awers i rewers  |
| 307 | 5000 złotych | 1989 | Władysław II Jagiełło (półpostać)                             | 32 mm    | 16,2 g | awers – Ewa Tyc-Karpińska rewers – Stanisława Wątróbska-Frindt | P 520          | 1989          | 500             | 500                 | jak kolekcjonerska | awers i rewers  |

#### 10 000 złotych
| Lp  | Nominał        | Rok  | Nazwa                                    | Średnica | Masa   | Projektant                                                     | Nr kat. Parch. | Rok produkcji | Nakład (wg NBP) | Nakład (wg mennicy) | Uwagi                                   | Zdjęcie     |
| --- | -------------- | ---- | ---------------------------------------- | -------- | ------ | -------------------------------------------------------------- | -------------- | ------------- | --------------- | ------------------- | --------------------------------------- | ----------- |
| 308 | 10 000 złotych | 1987 | Jan Paweł II (z pastorałem z półprofilu) | 35 mm    | 19,2 g | Stanisława Wątróbska-Frindt                                    | P 521          | 1988          | 500             | 500                 | jak okolicznościowa, jak kolekcjonerska | awersrewers |
| 309 | 10 000 złotych | 1987 | Jan Paweł II (z pastorałem z profilu)    | 32 mm    | 12,6 g | Stanisława Wątróbska-Frindt                                    | P 522a         | 1989          | 500             | 500                 | jak kolekcjonerska                      | awersrewers |
| 310 | 10 000 złotych | 1988 | Jan Paweł II, X lat pontyfikatu          | 32 mm    | 15,5 g | awers – Stanisława Wątróbska-Frindt rewers – Ewa Tyc-Karpińska | P 523          | 1989          | 500             | 500                 | jak kolekcjonerska                      | awersrewers |
| 311 | 10 000 złotych | 1988 | Jan Paweł II (na tle cienkiego krzyża)   | 32 mm    | 12,5 g | awers – Stanisława Wątróbska-Frindt rewers – Ewa Tyc-Karpińska | P 524          | 1989          | 500             | 500                 | jak kolekcjonerska                      | awersrewers |
| 312 | 10 000 złotych | 1989 | Jan Paweł II (na tle grubego krzyża)     | 32 mm    | 12,6 g | awers – Stanisława Wątróbska-Frindt rewers – Ewa Tyc-Karpińska | P 525          | 1989          | 500             | 500                 | jak kolekcjonerska                      | awersrewers |
| 313 | 10 000 złotych | 1989 | Jan Paweł II (na tle kratki)             | 32 mm    | 12,8 g | awers – Stanisława Wątróbska-Frindt rewers – Ewa Tyc-Karpińska | P 526          | 1989          | 500             | 500                 | jak kolekcjonerska                      | awersrewers |

#### 20 000 złotych
| Lp  | Nominał        | Rok  | Nazwa                                                       | Średnica | Masa   | Projektant                                                     | Nr kat. Parch. | Rok produkcji | Nakład (wg NBP) | Nakład (wg mennicy) | Uwagi                                                                       | Zdjęcie        |
| --- | -------------- | ---- | ----------------------------------------------------------- | -------- | ------ | -------------------------------------------------------------- | -------------- | ------------- | --------------- | ------------------- | --------------------------------------------------------------------------- | -------------- |
| 314 | 20 000 złotych | 1989 | XIV mistrzostwa świata w piłce nożnej Włochy 1990 (piłka)   | 35 mm    | 19,2 g | awers – Stanisława Wątróbska-Frindt rewers – Ewa Tyc-Karpińska | P 527          | 1989          | 500             | 500                 | jak kolekcjonerska                                                          | awers i rewers |
| 315 | 20 000 złotych | 1989 | XIV mistrzostwa świata w piłce nożnej Włochy 1990 (piłkarz) | 35 mm    | 18,8 g | awers – Stanisława Wątróbska-Frindt rewers – Ewa Tyc-Karpińska | P 528a P 528b  | 1989          | 500             | 500                 | jak kolekcjonerska, istnieje również odmiana bez napisu „PRÓBA” (P 528b ar) | awers i rewers |

#### 50 000 złotych
| Lp  | Nominał        | Rok  | Nazwa                                                   | Średnica | Masa   | Projektant                                                      | Nr kat. Parch. | Rok produkcji | Nakład (wg NBP) | Nakład (wg mennicy) | Uwagi                                   | Zdjęcie        |
| --- | -------------- | ---- | ------------------------------------------------------- | -------- | ------ | --------------------------------------------------------------- | -------------- | ------------- | --------------- | ------------------- | --------------------------------------- | -------------- |
| 316 | 50 000 złotych | 1988 | Józef Piłsudski, 70. rocznica odzyskania niepodległości | 35 mm    | 18,6 g | awers – Stanisława Wątróbska-Frindt rewers – Bohdan Chmielewski | P 529a         | 1989          | 500             | 500                 | jak okolicznościowa, jak kolekcjonerska | awers i rewers |

### III Rzeczypospolitej (1990–1994)

#### Przeddenominacyjne (1990–1994)[30]

##### 50 złotych
| Lp  | Nominał    | Rok  | Nazwa      | Średnica | Masa  | Projektant                                                     | Nr kat. Parch. | Uwagi        | Zdjęcie     |
| --- | ---------- | ---- | ---------- | -------- | ----- | -------------------------------------------------------------- | -------------- | ------------ | ----------- |
| 317 | 50 złotych | 1990 | 50 złotych | 26 mm    | 7,3 g | awers – Stanisława Wątróbska-Frindt rewers – Ewa Tyc-Karpińska | P 601          | jak obiegowa | awersrewers |

##### 100 złotych
| Lp  | Nominał     | Rok  | Nazwa       | Średnica | Masa  | Projektant                                                     | Nr kat. Parch. | Uwagi        | Zdjęcie     |
| --- | ----------- | ---- | ----------- | -------- | ----- | -------------------------------------------------------------- | -------------- | ------------ | ----------- |
| 318 | 100 złotych | 1990 | 100 złotych | 28 mm    | 8,8 g | awers – Stanisława Wątróbska-Frindt rewers – Ewa Tyc-Karpińska | P 602          | jak obiegowa | awersrewers |

##### 1000 złotych
| Lp  | Nominał      | Rok  | Nazwa                          | Średnica | Masa   | Projektant      | Nr kat. Parch. | Uwagi              | Zdjęcie     |
| --- | ------------ | ---- | ------------------------------ | -------- | ------ | --------------- | -------------- | ------------------ | ----------- |
| 319 | 1000 złotych | 1994 | XV puchar świata FIFA USA 1994 | 38,61 mm | 23,3 g | Robert Kotowicz | P 603          | jak kolekcjonerska | awersrewers |

##### 10 000 złotych
| Lp  | Nominał        | Rok  | Nazwa                            | Średnica | Masa   | Projektant                                                      | Nr kat. Parch. | Uwagi               | Zdjęcie     |
| --- | -------------- | ---- | -------------------------------- | -------- | ------ | --------------------------------------------------------------- | -------------- | ------------------- | ----------- |
| 320 | 10 000 złotych | 1990 | Solidarność 1980–1990            | 29,5 mm  | 10,8 g | awers – Stanisława Wątróbska-Frindt rewers – Bohdan Chmielewski | P 604a         | jak okolicznościowa | awersrewers |
| 321 | 10 000 złotych | 1991 | 200. rocznica Konstytucji 3 Maja | 29,5 mm  | 10,8 g | awers – Stanisława Wątróbska-Frindt rewers – Ewa Tyc-Karpińska  | P 605          | jak okolicznościowa | awersrewers |
| 322 | 10 000 złotych | 1992 | Władysław III Warneńczyk         | 29,5 mm  | 10,3 g | awers – Stanisława Wątróbska-Frindt rewers – Ewa Tyc-Karpińska  | P 606          | jak okolicznościowa | awersrewers |

##### 20 000 złotych
| Lp  | Nominał        | Rok  | Nazwa                                             | Średnica | Masa   | Projektant                                                      | Nr kat. Parch. | Uwagi                     | Zdjęcie     |
| --- | -------------- | ---- | ------------------------------------------------- | -------- | ------ | --------------------------------------------------------------- | -------------- | ------------------------- | ----------- |
| 323 | 20 000 złotych | 1990 | Solidarność 1980–1990                             | 18 mm    | 2,3 g  | awers – Stanisława Wątróbska-Frindt rewers – Bohdan Chmielewski | P 607          | jak kolekcjonerska        | awersrewers |
| 324 | 20 000 złotych | 1991 | 225 lat Mennicy Warszawskiej                      | 32,1 mm  | 15,8 g | Stanisława Wątróbska-Frindt                                     | P 608          | jak kolekcjonerska        | awersrewers |
| 325 | 20 000 złotych | 1991 | Jan Paweł II (z ołtarzem w tle)                   | 18 mm    | 2,1 g  | Ewa Tyc-Karpińska                                               | P 609b         | jak próbna kolekcjonerska | awersrewers |
| 326 | 20 000 złotych | 1993 | Zamek w Łańcucie                                  | 29,5 mm  | 10,7 g | Ewa Tyc-Karpińska                                               | P 610          | jak okolicznościowa       | awersrewers |
| 327 | 20 000 złotych | 1993 | Jaskółki                                          | 29,5 mm  | 10,7 g | Ewa Tyc-Karpińska                                               | P 611          | jak okolicznościowa       | awersrewers |
| 328 | 20 000 złotych | 1993 | Kazimierz IV Jagiellończyk                        | 29,5 mm  | 10,7 g | Ewa Tyc-Karpińska                                               | P 612          | jak okolicznościowa       | awersrewers |
| 329 | 20 000 złotych | 1993 | XVII zimowe igrzyska olimpijskie Lillehammer 1994 | 29,5 mm  | 10,7 g | awers – Ewa Tyc-Karpińska rewers – Andrzej Nowakowski           | P 613          | jak okolicznościowa       | awersrewers |
| 330 | 20 000 złotych | 1994 | 75 lat Związku Inwalidów Wojennych                | 29,5 mm  | 10,5 g | awers – Ewa Tyc-Karpińska rewers – Andrzej Nowakowski           | P 614a         | jak okolicznościowa       | awersrewers |
| 331 | 20 000 złotych | 1994 | Zygmunt I Stary                                   | 29,5 mm  | 10,5 g | Ewa Tyc-Karpińska                                               | P 615          | jak okolicznościowa       | awersrewers |
| 332 | 20 000 złotych | 1994 | Otwarcie nowego gmachu Mennicy Państwowej         | 29,5 mm  | 10,9 g | awers – Ewa Tyc-Karpińska rewers – Robert Kotowicz              | P 616          | jak okolicznościowa       | awersrewers |
| 333 | 20 000 złotych | 1994 | 200. rocznica powstania kościuszkowskiego         | 29,5 mm  | 10,9 g | awers – Ewa Tyc-Karpińska rewers – Andrzej Nowakowski           | P 617          | jak okolicznościowa       | awersrewers |

##### 50 000 złotych
| Lp  | Nominał        | Rok  | Nazwa                           | Średnica | Masa   | Projektant                                                      | Nr kat. Parch. | Uwagi                                 | Zdjęcie     |
| --- | -------------- | ---- | ------------------------------- | -------- | ------ | --------------------------------------------------------------- | -------------- | ------------------------------------- | ----------- |
| 334 | 50 000 złotych | 1990 | Solidarność 1980–1990           | 22 mm    | 4,0 g  | awers – Stanisława Wątróbska-Frindt rewers – Bohdan Chmielewski | P 618          | jak kolekcjonerska                    | awersrewers |
| 335 | 50 000 złotych | 1991 | Jan Paweł II (z ołtarzem w tle) | 22 mm    | 4,0 g  | Ewa Tyc-Karpińska                                               | P 619b         | jak próbna kolekcjonerska             | awersrewers |
| 336 | 50 000 złotych | 1992 | 200 lat orderu Virtuti Militari | 32 mm    | 14,4 g | awers – Stanisława Wątróbska-Frindt rewers – Andrzej Nowakowski | P 620          | moneta ośmiokątna, jak kolekcjonerska | awersrewers |

##### 100 000 złotych
| Lp  | Nominał         | Rok  | Nazwa                                                                    | Średnica | Masa   | Projektant                                                      | Nr kat. Parch. | Uwagi                     | Zdjęcie     |
| --- | --------------- | ---- | ------------------------------------------------------------------------ | -------- | ------ | --------------------------------------------------------------- | -------------- | ------------------------- | ----------- |
| 337 | 100 000 złotych | 1990 | Solidarność 1980–1990                                                    | 32 mm    | 16,3 g | awers – Stanisława Wątróbska-Frindt rewers – Bohdan Chmielewski | P 621          | jak kolekcjonerska        | awersrewers |
| 338 | 100 000 złotych | 1990 | Solidarność 1980–1990                                                    | 27 mm    | 7,4 g  | awers – Stanisława Wątróbska-Frindt rewers – Bohdan Chmielewski | P 622          | jak kolekcjonerska        | awersrewers |
| 339 | 100 000 złotych | 1991 | Jan Paweł II (z ołtarzem w tle)                                          | 27 mm    | 7,5 g  | Ewa Tyc-Karpińska                                               | P 623b         | jak próbna kolekcjonerska | awersrewers |
| 340 | 100 000 złotych | 1991 | Żołnierz polski na frontach II wojny światowej – Narvik 1940             | 32 mm    | 15,7 g | awers – Stanisława Wątróbska-Frindt rewers – Bohdan Chmielewski | P 624          | jak kolekcjonerska        | awersrewers |
| 341 | 100 000 złotych | 1991 | Żołnierz polski na frontach II wojny światowej – mjr Hubal               | 32 mm    | 15,7 g | awers – Stanisława Wątróbska-Frindt rewers – Bohdan Chmielewski | P 625          | jak kolekcjonerska        | awersrewers |
| 342 | 100 000 złotych | 1991 | Żołnierz polski na frontach II wojny światowej – Tobruk 1941             | 32 mm    | 16,1 g | awers – Stanisława Wątróbska-Frindt rewers – Bohdan Chmielewski | P 626          | jak kolekcjonerska        | awersrewers |
| 343 | 100 000 złotych | 1991 | Żołnierz polski na frontach II wojny światowej – bitwa o Anglię 1940     | 32 mm    | 15,6 g | awers – Stanisława Wątróbska-Frindt rewers – Bohdan Chmielewski | P 627          | jak kolekcjonerska        | awersrewers |
| 344 | 100 000 złotych | 1992 | 70–lecie zjednoczenia części Górnego Śląska z Polską – Wojciech Korfanty | 32 mm    | 16 g   | Ewa Tyc-Karpińska                                               | P 628          | jak kolekcjonerska        | awersrewers |
| 345 | 100 000 złotych | 1994 | 50. rocznica powstania warszawskiego                                     | 32 mm    | 16,4 g | Ewa Tyc-Karpińska                                               | P 629          | jak kolekcjonerska        | awersrewers |

##### 200 000 złotych
| Lp  | Nominał         | Rok  | Nazwa                                                                 | Średnica | Masa   | Projektant                                                      | Nr kat. Parch. | Uwagi                     | Zdjęcie        |
| --- | --------------- | ---- | --------------------------------------------------------------------- | -------- | ------ | --------------------------------------------------------------- | -------------- | ------------------------- | -------------- |
| 346 | 200 000 złotych | 1990 | Solidarność 1980–1990                                                 | 32 mm    | 16,3 g | awers – Stanisława Wątróbska-Frindt rewers – Bohdan Chmielewski | P 630          | jak kolekcjonerska        | awersrewers    |
| 347 | 200 000 złotych | 1990 | gen. Stefan Rowecki – Grot                                            | 35 mm    | 18,7 g | Stanisława Wątróbska-Frindt                                     | P 631          | jak kolekcjonerska        | awersrewers    |
| 348 | 200 000 złotych | 1990 | gen. Tadeusz Komorowski – Bór                                         | 35 mm    | 19,3 g | Stanisława Wątróbska-Frindt                                     | P 632          | jak kolekcjonerska        | awersrewers    |
| 349 | 200 000 złotych | 1991 | 200. rocznica Konstytucji 3 Maja                                      | 40 mm    | 24,4 g | awers – Stanisława Wątróbska-Frindt rewers – Ewa Tyc-Karpińska  | P 633          | jak kolekcjonerska        | awersrewers    |
| 350 | 200 000 złotych | 1991 | 70 lat Międzynarodowych Targów Poznańskich 1921–1991                  | 35 mm    | 19,3 g | awers – Stanisława Wątróbska-Frindt rewers – Ewa Tyc-Karpińska  | P 634          | jak kolekcjonerska        | awersrewers    |
| 351 | 200 000 złotych | 1991 | XVI zimowe igrzyska olimpijskie Albertville 1992                      | 40 mm    | 24,5 g | awers – Stanisława Wątróbska-Frindt rewers – Ewa Tyc-Karpińska  | P 635          | jak kolekcjonerska        | awersrewers    |
| 352 | 200 000 złotych | 1991 | Igrzyska XXV olimpiady Barcelona 1992 (żaglówki)                      | 40 mm    | 24,8 g | awers – Stanisława Wątróbska-Frindt rewers – Ewa Tyc-Karpińska  | P 636          | jak kolekcjonerska        | awersrewers    |
| 353 | 200 000 złotych | 1991 | Igrzyska XXV olimpiady Barcelona 1992 (podnoszenie ciężarów)          | 40 mm    | 24,7 g | awers – Stanisława Wątróbska-Frindt rewers – Ewa Tyc-Karpińska  | P 637          | jak kolekcjonerska        | awers i rewers |
| 354 | 200 000 złotych | 1991 | gen. Leopold Okulicki – Niedźwiadek                                   | 35 mm    | 19,0 g | Stanisława Wątróbska-Frindt                                     | P 638          | jak kolekcjonerska        | awers i rewers |
| 355 | 200 000 złotych | 1991 | gen. Michał Tokarzewski-Karaszewicz – Torwid                          | 35 mm    | 18,5 g | Stanisława Wątróbska-Frindt                                     | P 639          | jak kolekcjonerska        | awers i rewers |
| 356 | 200 000 złotych | 1991 | Jan Paweł II (z ołtarzem w tle)                                       | 32 mm    | 16,1 g | Ewa Tyc-Karpińska                                               | P 640b         | jak próbna kolekcjonerska | awers i rewers |
| 357 | 200 000 złotych | 1991 | Jan Paweł II (z Matką Boską w tle)                                    | 32 mm    | 16,3 g | Ewa Tyc-Karpińska                                               | P 641b         | jak próbna kolekcjonerska | awersrewers    |
| 358 | 200 000 złotych | 1992 | EXPO'92 – Sevilla                                                     | 40 mm    | 24,6 g | Ewa Tyc-Karpińska                                               | P 642          | jak kolekcjonerska        | awers i rewers |
| 359 | 200 000 złotych | 1992 | 500-lecie odkrycia Ameryki                                            | 40 mm    | 24,4 g | Ewa Tyc-Karpińska                                               | P 643          | jak kolekcjonerska        | awers i rewers |
| 360 | 200 000 złotych | 1992 | Stanisław Staszic                                                     | 32 mm    | 16,5 g | Ewa Tyc-Karpińska                                               | P 644          | jak kolekcjonerska        | awers i rewers |
| 361 | 200 000 złotych | 1992 | Żołnierz polski na frontach II wojny światowej – konwoje 1939–1945    | 32 mm    | 16,2 g | awers – Ewa Tyc-Karpińska rewers – Bohdan Chmielewski           | P 645          | jak kolekcjonerska        | awers i rewers |
| 362 | 200 000 złotych | 1992 | Władysław III Warneńczyk (popiersie)                                  | 32 mm    | 16,1 g | Ewa Tyc-Karpińska                                               | P 646          | jak kolekcjonerska        | awersrewers    |
| 363 | 200 000 złotych | 1992 | Władysław III Warneńczyk (półpostać)                                  | 32 mm    | 16,2 g | Ewa Tyc-Karpińska                                               | P 647          | jak kolekcjonerska        | awersrewers    |
| 364 | 200 000 złotych | 1993 | 750. rocznica nadania praw miejskich Szczecinowi                      | 32 mm    | 16,3 g | awers – Stanisława Wątróbska-Frindt rewers – A. Kózka           | P 648          | jak kolekcjonerska        | awersrewers    |
| 365 | 200 000 złotych | 1993 | Żołnierz polski na frontach II wojny światowej – ruch oporu 1939–1945 | 32 mm    | 16,2 g | awers – Ewa Tyc-Karpińska rewers – Bohdan Chmielewski           | P 649          | jak kolekcjonerska        | awersrewers    |
| 366 | 200 000 złotych | 1993 | Kazimierz IV Jagiellończyk (popiersie)                                | 32 mm    | 16,2 g | Ewa Tyc-Karpińska                                               | P 650          | jak kolekcjonerska        | awersrewers    |
| 367 | 200 000 złotych | 1993 | Kazimierz IV Jagiellończyk (półpostać)                                | 32 mm    | 15,8 g | Ewa Tyc-Karpińska                                               | P 651          | jak kolekcjonerska        | awersrewers    |
| 368 | 200 000 złotych | 1994 | 75 lat Związku Inwalidów Wojennych RP                                 | 32 mm    | 16,5 g | awers – Ewa Tyc-Karpińska rewers – Andrzej Nowakowski           | P 652          | jak kolekcjonerska        | awers i rewers |
| 369 | 200 000 złotych | 1994 | Żołnierz polski na frontach II wojny światowej – Monte Casino         | 32 mm    | 16,5 g | awers – Ewa Tyc-Karpińska rewers – Bohdan Chmielewski           | P 653a         | jak kolekcjonerska        | awers i rewers |
| 370 | 200 000 złotych | 1994 | Zygmunt I Stary (popiersie)                                           | 32 mm    | 16,7 g | Ewa Tyc-Karpińska                                               | P 654          | jak kolekcjonerska        | awers i rewers |
| 371 | 200 000 złotych | 1994 | Zygmunt I Stary (półpostać)                                           | 32 mm    | 16,5 g | Ewa Tyc-Karpińska                                               | P 655          | jak kolekcjonerska        | awers i rewers |
| 372 | 200 000 złotych | 1994 | 200. rocznica powstania kościuszkowskiego                             | 32 mm    | 16,3 g | awers – Ewa Tyc-Karpińska rewers – Andrzej Nowakowski           | P 656          | jak kolekcjonerska        | awers i rewers |

##### 300 000 złotych
| Lp  | Nominał         | Rok  | Nazwa                                             | Średnica | Masa   | Projektant                                              | Nr kat. Parch. | Uwagi                                   | Zdjęcie        |
| --- | --------------- | ---- | ------------------------------------------------- | -------- | ------ | ------------------------------------------------------- | -------------- | --------------------------------------- | -------------- |
| 373 | 300 000 złotych | 1993 | 50. rocznica powstania w getcie warszawskim       | 40 mm    | 25,2 g | awers – Ewa Tyc-Karpińska rewers – Roussanka Nowakowska | P 657          | jak kolekcjonerska                      | awersrewers    |
| 374 | 300 000 złotych | 1993 | Zamek w Łańcucie                                  | 40 mm    | 24,8 g | Ewa Tyc-Karpińska                                       | P 658          | jak kolekcjonerska                      | awers i rewers |
| 375 | 300 000 złotych | 1993 | Jaskółki                                          | 40 mm    | 25,2 g | Ewa Tyc-Karpińska                                       | P 659          | jak kolekcjonerska                      | awersrewers    |
| 376 | 300 000 złotych | 1993 | XVII zimowe igrzyska olimpijskie Lillehammer 1994 | 40 mm    | 25,3 g | Ewa Tyc-Karpińska                                       | P 660          | jak kolekcjonerska                      | awers i rewers |
| 377 | 300 000 złotych | 1993 | Światowe dziedzictwo kultury UNESCO 1992 Zamość   | 40 mm    | 24,5 g | awers – Ewa Tyc-Karpińska rewers – Andrzej Nowakowski   | P 661          | jak kolekcjonerska                      | awers i rewers |
| 378 | 300 000 złotych | 1994 | Święty Maksymilian Kolbe                          | 40 mm    | 25,4 g | Ewa Tyc-Karpińska                                       | P 662          | jak kolekcjonerska                      | awersrewers    |
| 379 | 300 000 złotych | 1994 | 70-lecie odrodzenia Banku Polskiego               | 40 mm    | 22,1 g | Ewa Tyc-Karpińska                                       | P 663          | moneta siedmiokątna, jak kolekcjonerska | awers i rewers |
| 380 | 300 000 złotych | 1994 | 50. rocznica powstania warszawskiego              | 40 mm    | 24,9 g | Ewa Tyc-Karpińska                                       | P 664          | jak kolekcjonerska                      | awers i rewers |

#### Podenominacyjne (1990,1994)[31]
| Lp  | Nominał   | Rok  | Nazwa     | Średnica | Masa  | Projektant                                                     | Nr kat. Parch. | Uwagi        | Zdjęcie        |
| --- | --------- | ---- | --------- | -------- | ----- | -------------------------------------------------------------- | -------------- | ------------ | -------------- |
| 381 | 1 grosz   | 1990 | 1 grosz   | 15,5 mm  | 1,9 g | awers – Stanisława Wątróbska-Frindt rewers – Ewa Tyc-Karpińska | P 701          | jak obiegowa | awers i rewers |
| 382 | 2 grosze  | 1990 | 2 grosze  | 17,5 mm  | 2,4 g | awers – Stanisława Wątróbska-Frindt rewers – Ewa Tyc-Karpińska | P 702a         | jak obiegowa | awers i rewers |
| 383 | 5 groszy  | 1990 | 5 groszy  | 19,5 mm  | 2,9 g | awers – Stanisława Wątróbska-Frindt rewers – Ewa Tyc-Karpińska | P 703a         | jak obiegowa | awers i rewers |
| 384 | 10 groszy | 1990 | 10 groszy | 16,5 mm  | 2,5 g | awers – Stanisława Wątróbska-Frindt rewers – Ewa Tyc-Karpińska | P 704a         | jak obiegowa | awers i rewers |
| 385 | 20 groszy | 1990 | 20 groszy | 18,5 mm  | 3,1 g | awers – Stanisława Wątróbska-Frindt rewers – Ewa Tyc-Karpińska | P 705a         | jak obiegowa | awers i rewers |
| 386 | 50 groszy | 1990 | 50 groszy | 20,5 mm  | 3,8 g | awers – Stanisława Wątróbska-Frindt rewers – Ewa Tyc-Karpińska | P 706a         | jak obiegowa | awers i rewers |
| 387 | 1 złoty   | 1990 | 1 złoty   | 23 mm    | 4,9 g | awers – Stanisława Wątróbska-Frindt rewers – Ewa Tyc-Karpińska | P 707          | jak obiegowa | awers i rewers |
| 388 | 2 złote   | 1994 | 2 złote   | 21,5 mm  | 5,8 g | Ewa Tyc-Karpińska                                              | P 708a         | jak obiegowa | awers i rewers |
| 389 | 5 złotych | 1994 | 5 złotych | 24 mm    | 6,8 g | Ewa Tyc-Karpińska                                              | P 709          | jak obiegowa | awers i rewers |